# Città fortificata storica di Carcassonne
La Città fortificata storica di Carcassonne è un complesso architettonico medievale situato all'esterno della città francese di Carcassonne nel dipartimento dell'Aude, regione dell'Occitania. Si trova sulla riva destra del fiume Aude, a sud-est dell'attuale città. Questa cittadella medievale fortificata, le cui origini risalgono al periodo gallo-romano, deve la sua fama al suo doppio sistema murario, che raggiunge quasi i 3 km di lunghezza, comprende cinquantadue torri e domina la valle dell'Aude. La città comprende anche un castello (il Castello comitale) e una basilica (la Basilica di Saint-Nazaire).
Salvata dalla distruzione dall'azione e dalla tenacia dell'archeologo Jean-Pierre Cros-Mayrevieille, venne poi restaurata nel XIX secolo, in modo a volte controverso, sotto la direzione di Viollet-le-Duc e poi di Boeswillwald. Dal 1997 è entrata nella lista del patrimonio mondiale dell'UNESCO. Il castello comitale, le fortificazioni e le torri appartengono allo Stato e sono gestite dal Centre des monument nationaux, mentre le lizze e il resto della città fanno parte del patrimonio comunale.

## Posizione

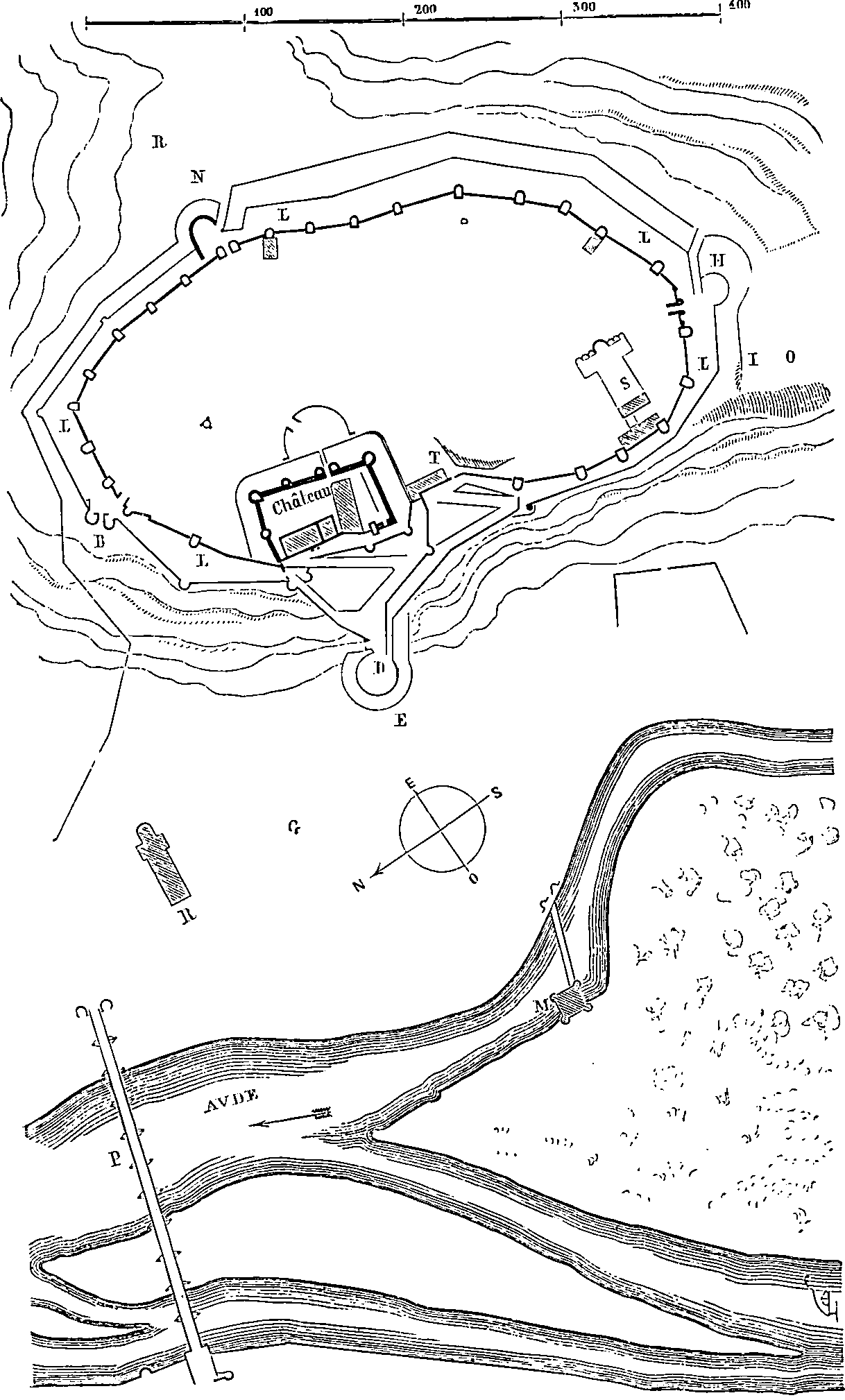
Schizzo di Eugène Viollet-le-Duc che mostra l'ubicazione della città

### Situazione
La città fortificata di Carcassonne si trova sulla riva destra dell'Aude, e domina la città di Carcassonne situata a ovest. Si trova tra la Montagne Noire e i Pirenei sull'asse di comunicazione che va dal Mar Mediterraneo all'Oceano Atlantico. La presenza delle due montagne forma il corridoio di Carcassonne spesso citato quando i climatologi parlano del vento che soffia in questo corridoio.
Questa posizione è quindi un luogo strategico nel sud della Francia per monitorare questo importante asse di comunicazione: a nord verso la Montagne Noire, a sud verso le Corbières, a ovest verso la pianura del Lauragais e ad est con la pianura viticola verso il Mediterraneo.

### Sito
La città venne costruita alla fine di un piccolo altopiano formato dallo scavo dell'Aude a circa 150 metri sul livello del mare sopra l'attuale città bassa. Il primo ordine di mura, costruito dai Visigoti, segue le depressioni del terreno. Questo altopiano si stacca dal massiccio delle Corbières nel comune di Palaja a 260 sul livello del mare, attraversa la città alta a 148 e termina nel fiume Aude a 100 metri. Sul lato ovest il pendio è abbastanza ripido, offrendo un difficile accesso a possibili aggressori. Ad est la pendenza è più dolce e consentiva un facile accesso per le merci, ma anche per gli aggressori. Pertanto, i meccanismi di difesa più importanti erano in questa parte della città.

## Storia della città
La città, all'inizio un sito protostorico, divenne una città gallo-romana, una roccaforte visigota, una contea, poi un viscontato e infine fu governata da un siniscalco reale. Ognuna di queste fasi, tra il periodo romano e la fine del Medioevo, ha lasciato testimonianze negli edifici che la compongono.

### La città gallo-romana
I resti di un oppidum fortificato, l'oppidum Carcaso nei pressi dell'attuale sito della "città alata", sono stati riportati alla luce da scavi archeologici. Questo luogo era già un importante crocevia commerciale come testimoniano i resti di ceramiche e anfore campane. Intorno al 300 a.C., i "Volques Tectosages" presero possesso della regione e fortificarono l'oppidum di Carcasso. Plinio il Vecchio menziona l'oppidum nei suoi scritti sotto il nome di Carcaso Volcarum Tectosage. Già allora avevano iniziato ad estrarre l'oro dalla miniera di Salsigne per fare offerte ai loro dei.
Nel 122 a.C., i Romani annessero la regione che venne integrata nella Gallia Narbonense creata nel 118 a.C. I romani erano già molto conosciuti, perché da duecento anni i loro mercanti trafficavano nella regione. Sotto la Pax romana la piccola città gallo-romana di Carcaso, che divenne la capitale della colonia Julia Carcaso, prosperò senza dubbio grazie al commercio del vino e al suo insediamento sulle vie di comunicazione: confinava con la strada romana che andava da Narbonne a Tolosa mentre le barche a fondo piatto circolavano sull'Atax ai piedi dell'oppidum. Quest'ultimo venne ampliato da un riempimento e le strade e i vicoli formarono una pianta ortogonale, ma attualmente non è noto alcun luogo pubblico o monumento di culto. Ai piedi dell'oppidum si estendeva un agglomerato lungo la strada romana.
Dal III secolo la città venne protetta da una prima serie di bastioni. Nel 333, alcuni testi di un pellegrino menzionano il castellum di Carcassonne. Questi bastioni sono ancora visibili in alcune parti delle mura e servono come basi per l'attuale cinta muraria. Le torri di La Marquière, Samson e del Moulin d'Avar sono in parte intatte e testimoni di questo primitivo recinto. Questa cinta muraria proteggeva la città dagli attacchi esterni consentendo il controllo dei passaggi sulla strada romana sottostante.

### La città visigota
A metà del V secolo, i Visigoti presero possesso della Linguadoca, probabilmente grazie alla vittoria di Ataulfo durante la sua marcia su Tolosa. Tra il 413 e il 435 la cittadella fu indubbiamente occupata alternativamente dall'esercito romano e da quello dei Visigoti secondo le alleanze e le loro modificazioni. La città godette gradualmente di una relativa pace politica fino al regno di Alarico II, come dimostra il gran numero di monete dei monarchi visigoti di quel tempo. Nel 507, i Franchi cacciarono i Visigoti dall'Aquitania, ma questi ultimi mantennero la Settimania della quale faceva parte la città di Carcassonne. Nel 508, Clodoveo lanciò un attacco, senza successo, alla città. Nel 585, un nuovo attacco di Gontrano, re franco dei Burgundi, venne coronato dal successo. Ma i Visigoti conquistano la città poco dopo e ne rimasero padroni fino al 725. Nel VI secolo Carcassonne divenne, con Agde e Maguelone, la sede di un vescovato. Fu costruita una cattedrale visigota, di cui non si conosce l'ubicazione.

### La città degli Omayyadi
Nel 725, durante l'invasione arabo-musulmana della Settimania, il wali Ambiza conquistò Carcassonne. La città rimase nelle mani dei musulmani fino al 759, quando fu presa dai Franchi guidati da Pipino il Breve. Questo è l'episodio che ha ispirato la leggenda di Dame Carcas che appare nel XVI secolo.

### L'era feudale
L'inizio del feudalesimo fu accompagnato dall'espansione della città e delle sue fortificazioni. È anche segnato dalla costruzione della cattedrale del 1096 poi da quella del castello comitale nel XII secolo. Questo castello era originariamente costituito da due edifici principali ai quali, nel 1150, fu aggiunta una cappella che aveva una pianta ad "U" attorno al cortile centrale. Intorno al 1240 al castello venne aggiunto un secondo piano.
Fu anche il periodo dei Conti di Carcassonne. Il primo conte designato dai Carolingi fu Bellon, succeduto da Oliba II. La responsabilità dei conti era amministrare la regione per conto del regno carolingio. Nel IX secolo, la frase latina Cité de Carcassonne compare regolarmente nei testi e negli statuti ufficiali. Nel 1082, la famiglia Trencavel si impossessò della città, approfittando degli imbarazzi della Casa di Barcellona, legittima proprietaria, e la annesse a un vasto territorio che si estendeva da Carcassonne a Nîmes.
Bernard Aton IV Trencavel, visconte di Albi, Nîmes e Béziers, fece prosperare la città e realizzò molte costruzioni. Fu anche durante questo periodo che una nuova religione, il Catarismo, si affermò con successo in Linguadoca. Il visconte di Trencavel, nel 1096, autorizzò la costruzione della basilica di Saint-Nazaire, i cui materiali da costruzione vennero benedetti da papa Urbano II. Nel 1107, gli abitanti di Carcassonne respinsero la sovranità di Bernard Aton, che aveva promesso di restituire la città al suo proprietario originario Raimondo Berengario III di Barcellona e si appellarono al conte di Barcellona per scacciarlo. Ma, con l'aiuto di Bertrando II di Tolosa, Bernard Aton riprese il controllo della città. Nel 1120, i carcassonesi si ribellarono di nuovo, ma Bernard Aton ristabilì l'ordine pochi anni dopo. Nel 1130, ordinò l'inizio della costruzione del castello comitale denominato palatium e la riparazione dei bastioni gallo-romani. Da quel momento in poi, la città alta di Carcassonne fu circondata dalla sua prima fortificazione completa.

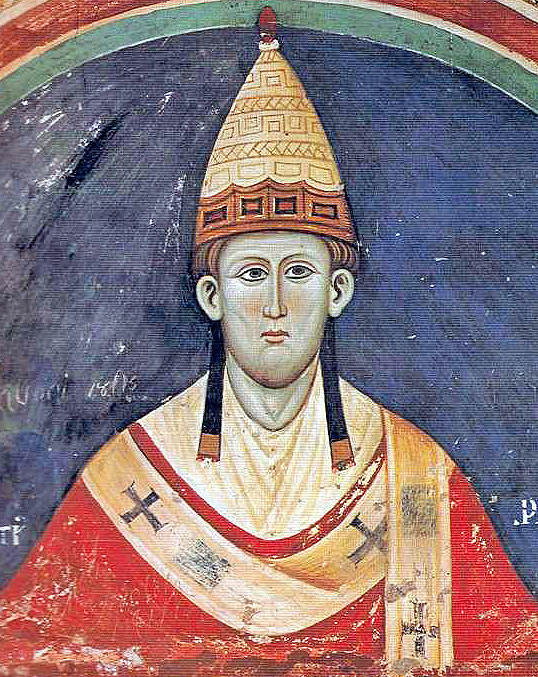
Papa Innocenzo III, istigatore della crociata albigese nel 1208

A quel tempo la città era ricca e la sua popolazione era compresa tra 3 000 e 4 000 abitanti compresi quelli dei due stanziamenti che erano stati costruiti sotto le sue mura: il villaggio di Saint-Vincent situato a nord e quello di Saint-Michel situato a sud della porta Narbonnaise. Nel 1192 la città acquisì un consolato, composto da notabili e borghesi, incaricato dell'amministrazione cittadina, e nel 1229 uno statuto consuetudinario.
Nel 1208, papa Innocenzo III, di fronte all'ascesa del catarismo, invitò i baroni del nord a intraprendere la crociata albigese. Il conte di Tolosa, accusato di eresia, e il suo principale vassallo, il visconte di Trencavel, furono l'obiettivo dell'attacco. Il 1º agosto 1209 la città venne assediata dai Crociati. Raimondo Ruggero Trencavel si arrese molto rapidamente, il 15 agosto, in cambio della vita dei suoi abitanti. I villaggi intorno alla città vennero distrutti. Il visconte morì di dissenteria nella prigione del suo castello il 10 novembre 1209. Altre fonti parlano di un assassinio orchestrato da Simon de Montfort, ma nulla è certo. Da quel momento in poi, la città servì da quartier generale per le truppe dei crociati.
Le terre vennero date a Simone IV di Montfort, capo dell'esercito crociato. Quest'ultimo morì nel 1218 durante, l'assedio di Tolosa, e suo figlio, Amalrico VI di Montfort, prese possesso della città, ma non riuscì a gestirla. Cedette i suoi diritti a Luigi VIII di Francia, ma Raimondo VII di Tolosa e i Conti di Foix si schierano contro di lui. Nel 1224, Raimondo II Trencavel riacquistò il possesso della città dopo la fuga di Amaury. Una seconda crociata fu lanciata da Luigi VIII nel 1226 e Raimondo Trencavel dovette fuggire. La città di Carcassonne faceva ora parte del dominio del re di Francia e divenne la sede di un Baliato e siniscalcato. Un periodo di terrore si insediò all'interno della città. La caccia ai Catari portò al proliferare di pire e denunce selvagge, con l'insediamento dell'Inquisizione, la cui sede è ancora visibile entro le mura della città alta.

### L'epoca reale

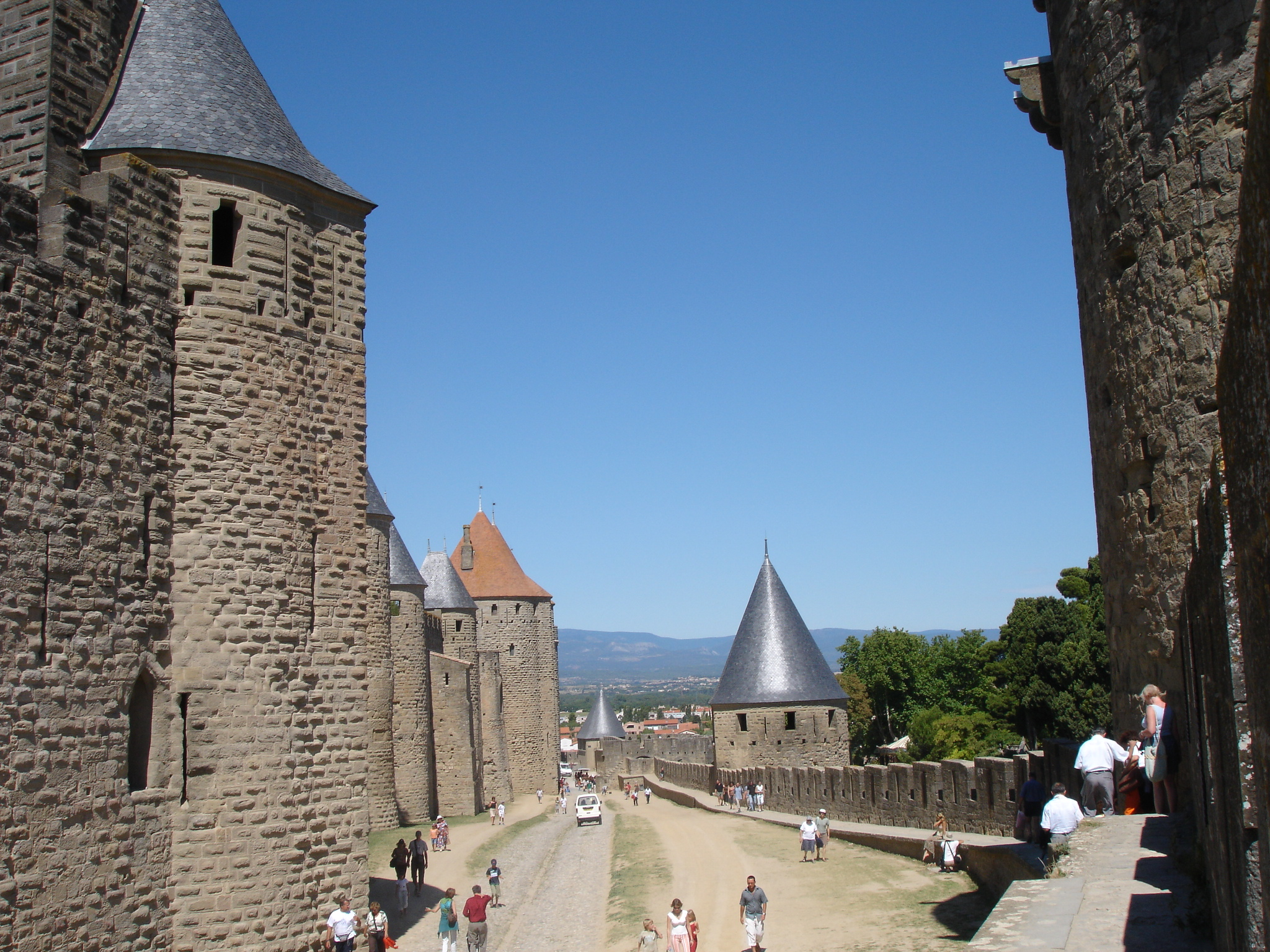
Visitatori nelle "lizze" costruite in epoca reale

Luigi IX ordinò la costruzione della seconda cinta muraria in modo che la città potesse sostenere lunghi assedi. In effetti, in quel momento, le minacce erano numerose nella regione: Raimondo Trencavel, rifugiato in Aragona, cercava sempre di riprendersi la sua terra e sostenne che il re di Aragona, Giacomo I il Conquistatore, rappresentava una seria minaccia per la regione vicino ai confini del suo regno. Inoltre, queste costruzioni consentirono di tranquillizzare la popolazione della città e di guadagnare la loro fiducia. La città alta faceva parte del sistema di difesa del confine tra Francia e Aragona. Le prime costruzioni riguardavano il castello comitale addossato al muro occidentale. Era circondato da mura e torri all'interno della città stessa per garantire la protezione dei rappresentanti del re. Venne quindi avviata la costruzione di una seconda linea di fortificazioni, per circa un chilometro e mezzo, con quattordici torri. Questo recinto era fiancheggiato da un barbacane che controllava gli accessi all'Aude.
Nel 1240 Raimond Trencavel cercò di recuperare la Città, con l'aiuto di alcuni signori. L'assedio fu guidato da Olivier de Termes, uno specialista nella guerra d'assedio. Occuparono le città situate sulle rive dell'Aude e ottennero l'aiuto dei loro abitanti che scavarono gallerie dalle loro case per minare la base delle mura. Il doppio recinto giocò il suo ruolo difensivo, perché Raimond Trencavel venne molto rallentato. La guarnigione guidata dal siniscalco, Guillaume des Ormes, resistette efficacemente. Raimondo Trencavel fu presto costretto a revocare l'assedio e a fuggire di fronte all'arrivo dei rinforzi inviati dal re Luigi IX e, nel 1247 rinunciò, davanti al re Luigi IX, ai suoi diritti sulla città. La città di Carcassonne divenne definitivamente parte del regno di Francia ed era governata da siniscalchi reali.
Da questa data, la roccaforte non venne più attaccata, nemmeno durante la Guerra dei cent'anni. Gli sviluppi successivi ed estensioni possono essere raggruppati in tre fasi. I primi lavori iniziarono subito dopo l'ultimo attacco alla città. Riguardarono la riparazione delle mura, il livellamento delle "lizze" tra la doppia cinta muraria, l'aggiunta di un ulteriore piano al castello e la costruzione della Torre della Giustizia. La seconda fase avvenne sotto il regno di Filippo III, noto come il "Grassetto": comprese la costruzione della porta Narbonnaise, della torre Trésau, della porta Saint-Nazaire e di tutto il muro di cinta, nonché la riparazione di alcune torri gallo-romane e del barbacane del castello comitale. I villaggi di Saint-Vincent e Saint-Michel, adiacenti al recinto, vennero rasi al suolo per evitare le conseguenze della possibile collusione tra i loro abitanti e gli aggressori, come era avvenuto durante l'ultimo assedio. Infine, una terza e ultima fase dei lavori si svolse sotto il regno di Filippo IV e consistette nell'ammodernamento della roccaforte. Molte parti del recinto vennero poi ricostruite utilizzando tecniche di difesa più recenti, come fossati e torri progettate per poter rispondere al nemico. Anche le antiche mura, situate ad ovest, vennero soggette a ristrutturazione.

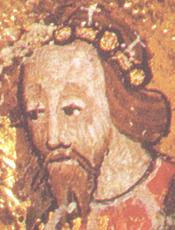
Edoardo di Woodstock, detto "Il principe nero", preferì attaccare la città bassa piuttosto che quella alta nel 1355

Nel 1258, il Trattato di Corbeil fissò il confine tra Francia e Aragona vicino a Carcassonne, nelle Corbières. Luigi IX rinunciò alla sovranità sulla Catalogna e sul Rossiglione e in cambio il re d'Aragona abbandonò la Linguadoca. La città ora svolgeva un ruolo importante nel sistema di difesa del confine. Costituiva una seconda linea di difesa deterrente dietro gli avamposti che erano i castelli di Peyrepertuse, Aguilar, Quéribus, Puilaurens e Termes designati come i "cinque figli di Carcassonne". Nel XIII secolo la città di Carcassonne era una delle roccaforti meglio dotate in Francia e fungeva da riserva di armi per gli alleati. La città non venne mai attaccata e le truppe vennero gradualmente ridotte. Alla fine del XIV secolo, la città non era più in grado di resistere alle nuove armi da fuoco. Tuttavia, la sua posizione di confine rimaneva una risorsa strategica e vi venne mantenuta una guarnigione. Nel 1418, gli uomini di guarnigione nella città avevano generalmente un secondo lavoro. A quel tempo, dall'altra parte dell'Aude, fu costruita una nuova città chiamata città bassa a forma di bastide.
Pochi atti di guerra o grandi conflitti segnarono il periodo reale. Nel 1272, il ribelle conte di Foix fu rinchiuso da Filippo III di Francia nella città di Carcassonne. Nel 1283 fu firmato un trattato di alleanza tra il re di Francia e il re di Maiorca Giacomo II contro Pietro III d'Aragona. Papa Clemente V passò per Carcassonne nel 1305 e poi ancora nel 1309. Nel 1355, il Principe Nero non osò attaccare la città troppo ben difesa e si accontentò di distruggere e saccheggiare la città bassa. Nel XV secolo la città alta divenne una prigione di stato in cui vennero rinchiusi i nemici del re come Giovanni IV d'Armagnac. La peste decimò gli abitanti di Carcassonne nel 1557. Nel 1585, la città fu attaccata dagli ugonotti ma furono respinti.
Tra il 1560 e il 1630, durante le guerre di religione, la città rimase un importante dispositivo militare per i cattolici e subì attacchi da parte dei protestanti. Nel 1575, il figlio del signore di Villa tentò di attaccare la fortezza. Nel 1585, gli uomini di Montmorency fecero lo stesso, ma anche questo tentativo si rivelò un fallimento.
La morte di Enrico III innescò scontri tra gli abitanti della città bassa fedeli ad Enrico IV, suo legittimo successore, e al Duca di Montmorency, e la città alta che rifiutò di riconoscere il nuovo re e si schierò dalla parte della Lega cattolica. Durante i violenti combattimenti, che durarono per quasi 2 anni, i sobborghi della città situati vicino alla Porte de l'Aude furono distrutti. Quest'ultima venne murata e il quartiere di Trivalle venne dato alle fiamme. Nel 1592, gli abitanti della città si riunirono al re.

### L'abbandono della città

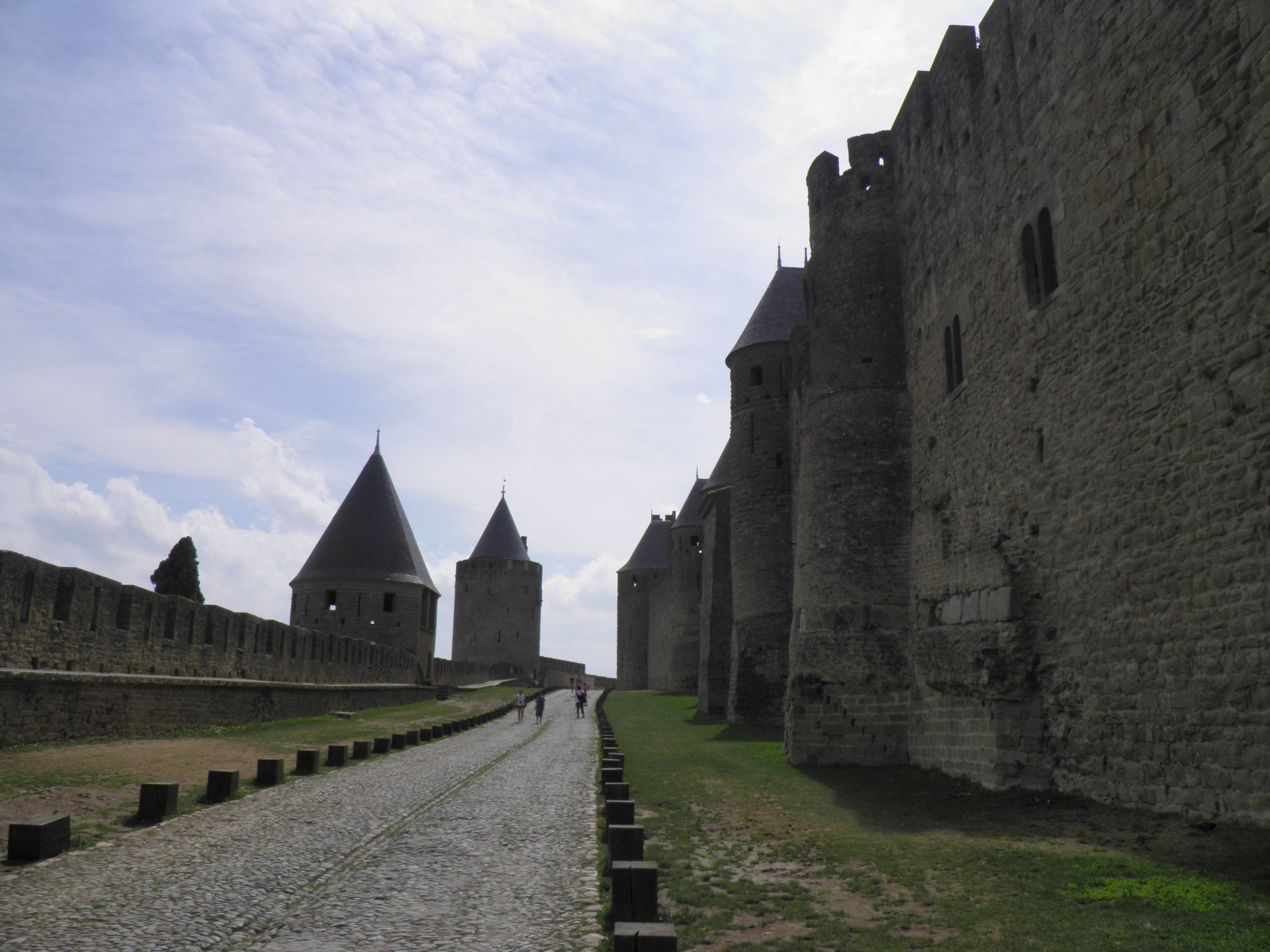
Alcune strutture originali del XIX secolo sono ancora visibili sui bastioni cinquecenteschi (buche pontaie portanti le travi dei solai, tracce dei gradini delle scale che portavano ai piani superiori).

Il XVII secolo segnò l'inizio dell'abbandono della città. Nel 1657, il presidio, la giurisdizione in vigore a Carcassonne, fu trasferita dalla città alta a quella bassa. Nel 1659, la città di Carcassonne perse la sua posizione strategica in seguito alla firma del Trattato dei Pirenei che univa il Rossiglione alla Francia e fissava il confine tra Francia e Spagna nella sua posizione attuale. La città venne gradualmente abbandonata dai suoi abitanti più agiati e divenne un quartiere povero occupato dai tessitori. Le "lizze" vennero gradualmente occupate da un centinaio di case operaie, principalmente baracche, operazione che trasformò il luogo in una baraccopoli. Nelle torri vennero installate cantine e soffitte e la città si andò deteriorando rapidamente.
La città bassa prosperò grazie all'industria dei tessuti. Il principale centro religioso della città, la cattedrale di Saint-Nazaire, rimase tuttavia attivo fino alla Rivoluzione. Nel 1790 il capitolo fu abolito e il palazzo vescovile e il chiostro vennero venduti e poi distrutti nel 1795. La sede vescovile fu addirittura trasferita, nel 1801, dalla cattedrale di Saint-Nazaire alla chiesa di Saint-Michel nella città bassa. Nel 1794, gli archivi della torre Trésau furono distrutti da un incendio.
Sotto l'Ancien Régime e poi sotto la Rivoluzione, la città fu ridotta militarmente al ruolo di arsenale, magazzino di armi e rifornimenti poi, tra il 1804 e il 1820, fu tolta dall'elenco dei luoghi di guerra, abbandonata e riclassificata in seconda categoria. La città alta perdette la sua autonomia municipale e divenne un distretto di Carcassonne e il castello comitale venne trasformato in una prigione. L'esercito fu quindi pronto a cedere la città ai demolitori e ai collezionisti di pietre.
La città stava vivendo un declino sociale con l'aumento della povertà, ma anche un declino demografico. Tra il 1819 e il 1846 il numero degli abitanti della città alta diminuì mentre nella città bassa la demografia andava aumentando. La diminuzione della popolazione continuò durante la seconda metà del XIX secolo. Tra il 1846 e il 1911, la città perse il 45% della sua popolazione, passando da 1 351 a 761 abitanti.

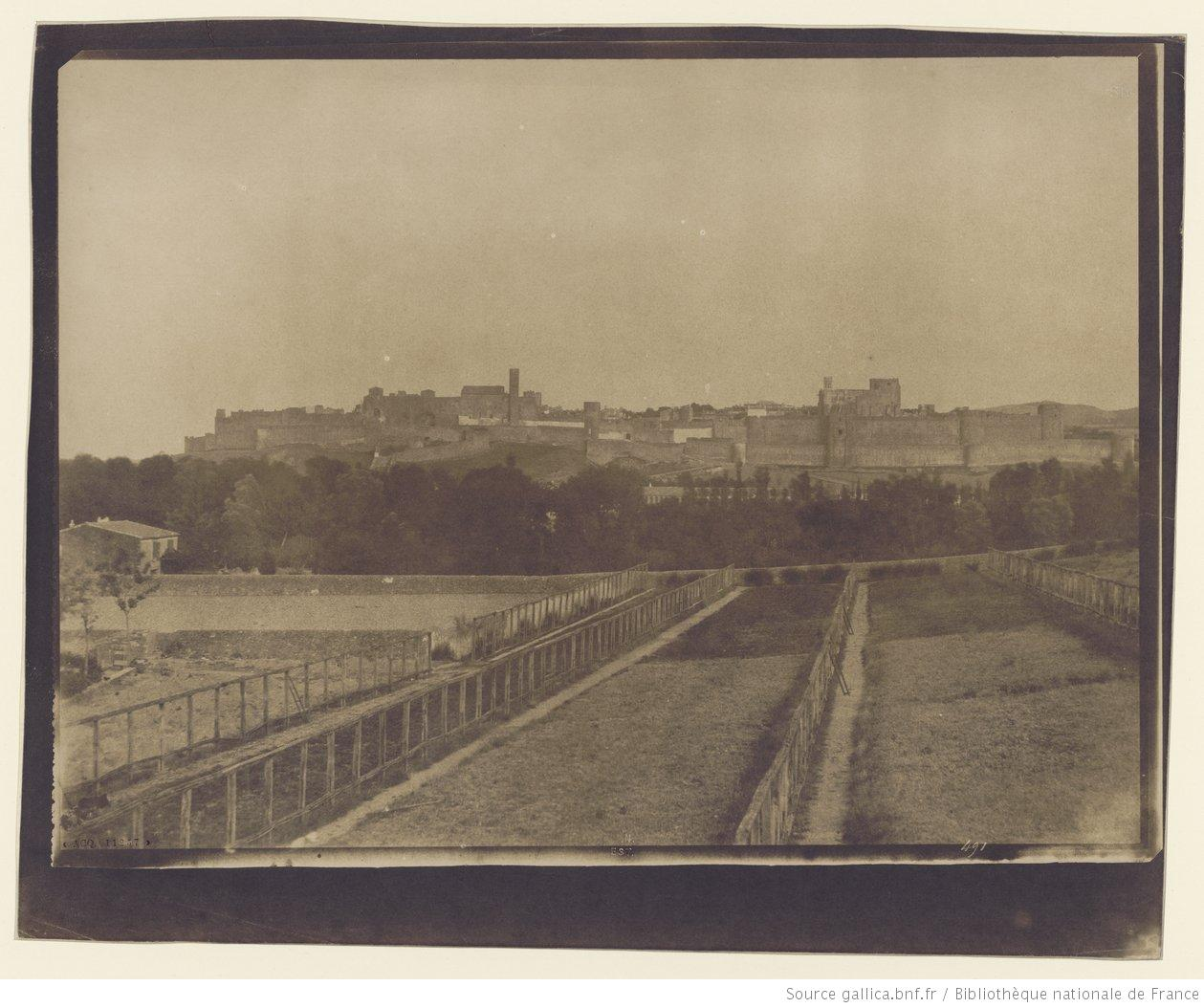
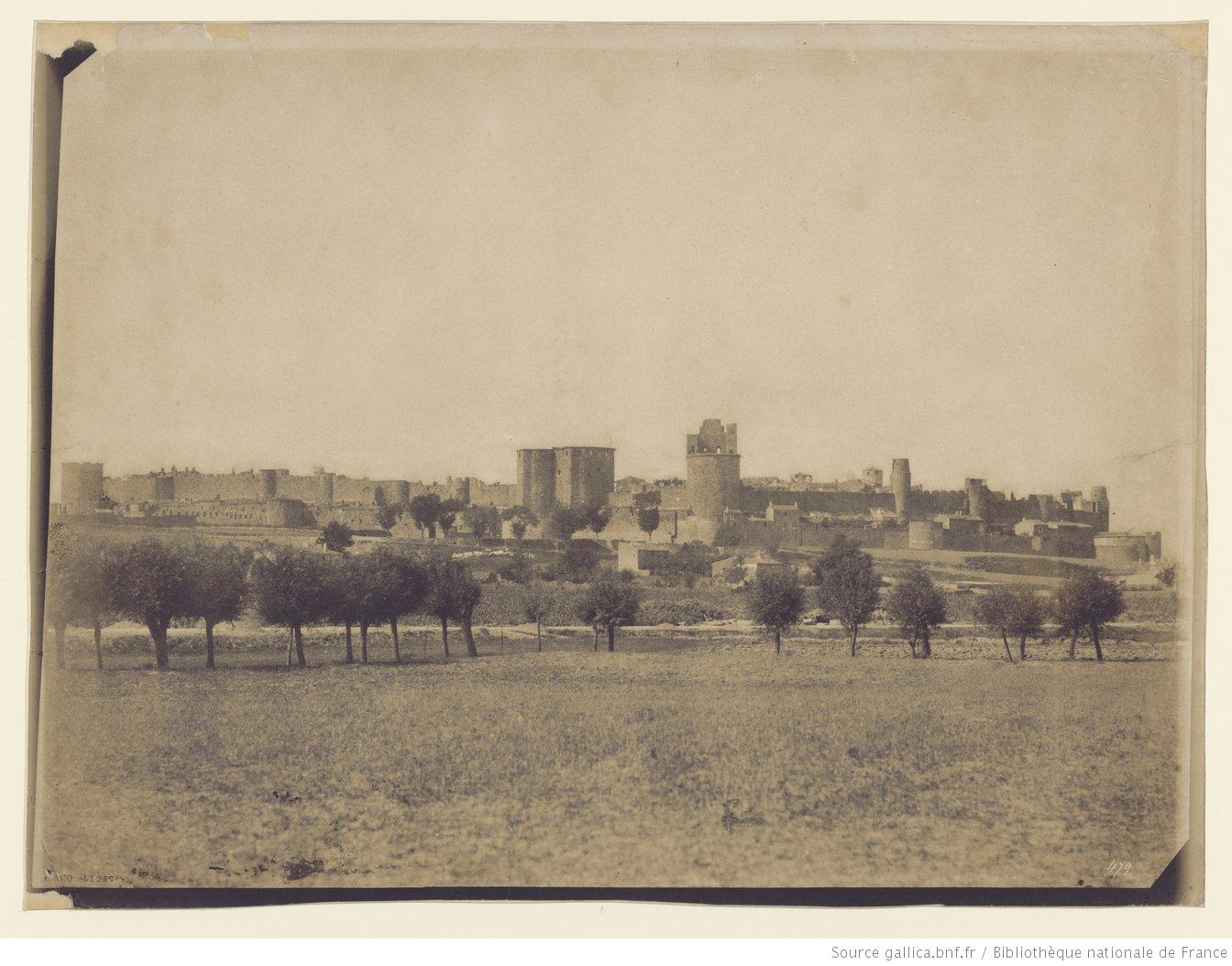
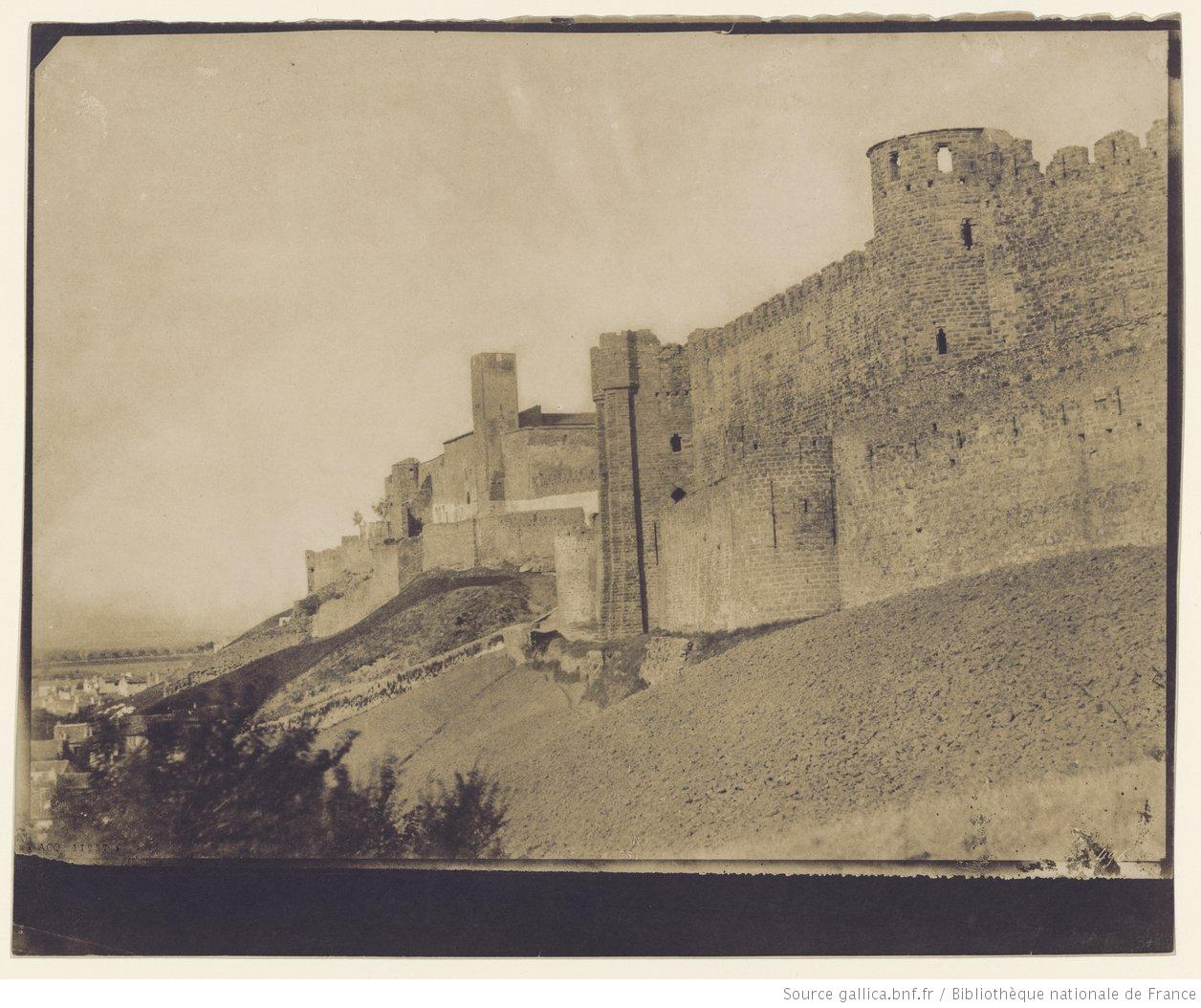
Fotografie della città alla metà del XIX secolo prima della ristrutturazione di Viollet-le-Duc.
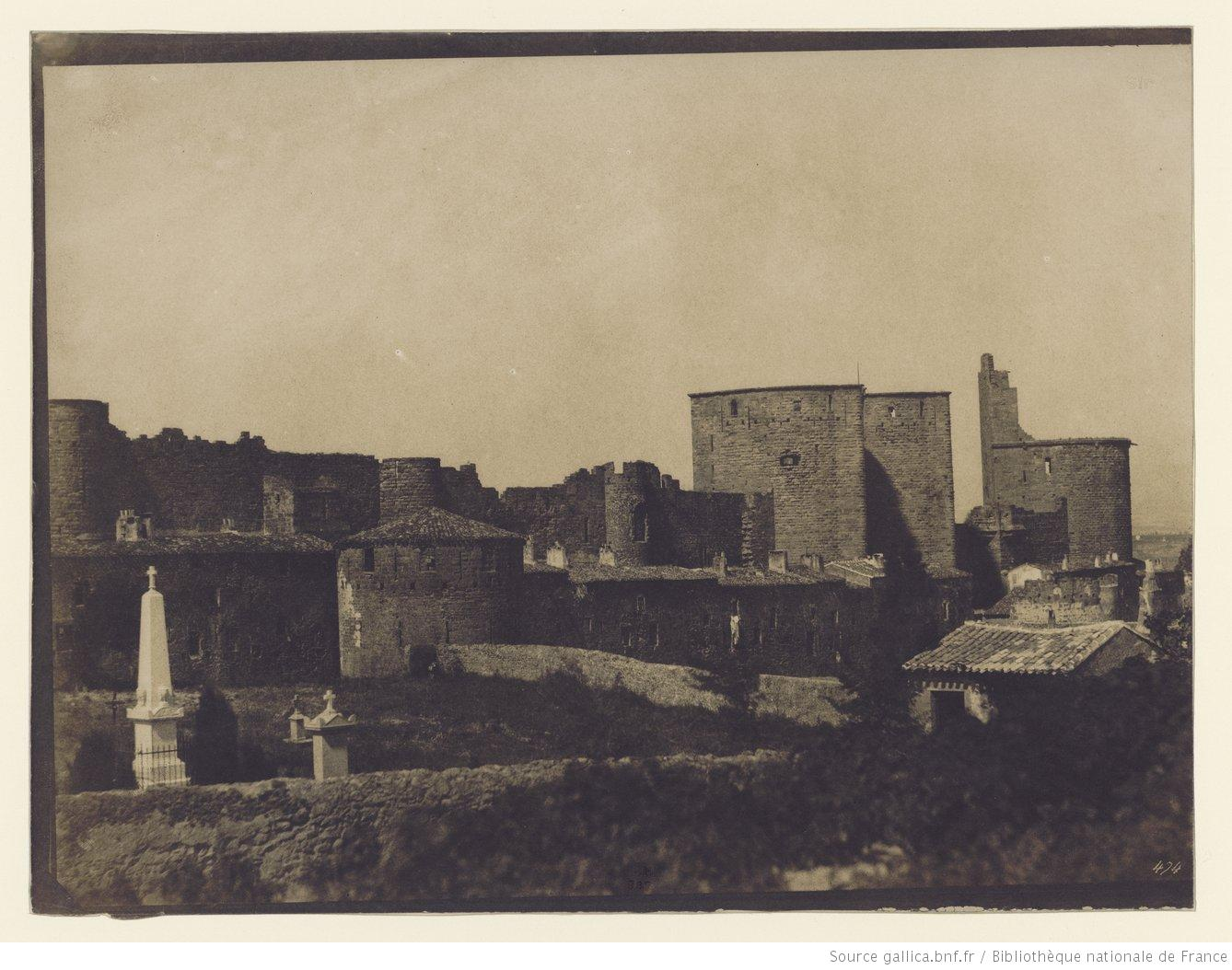
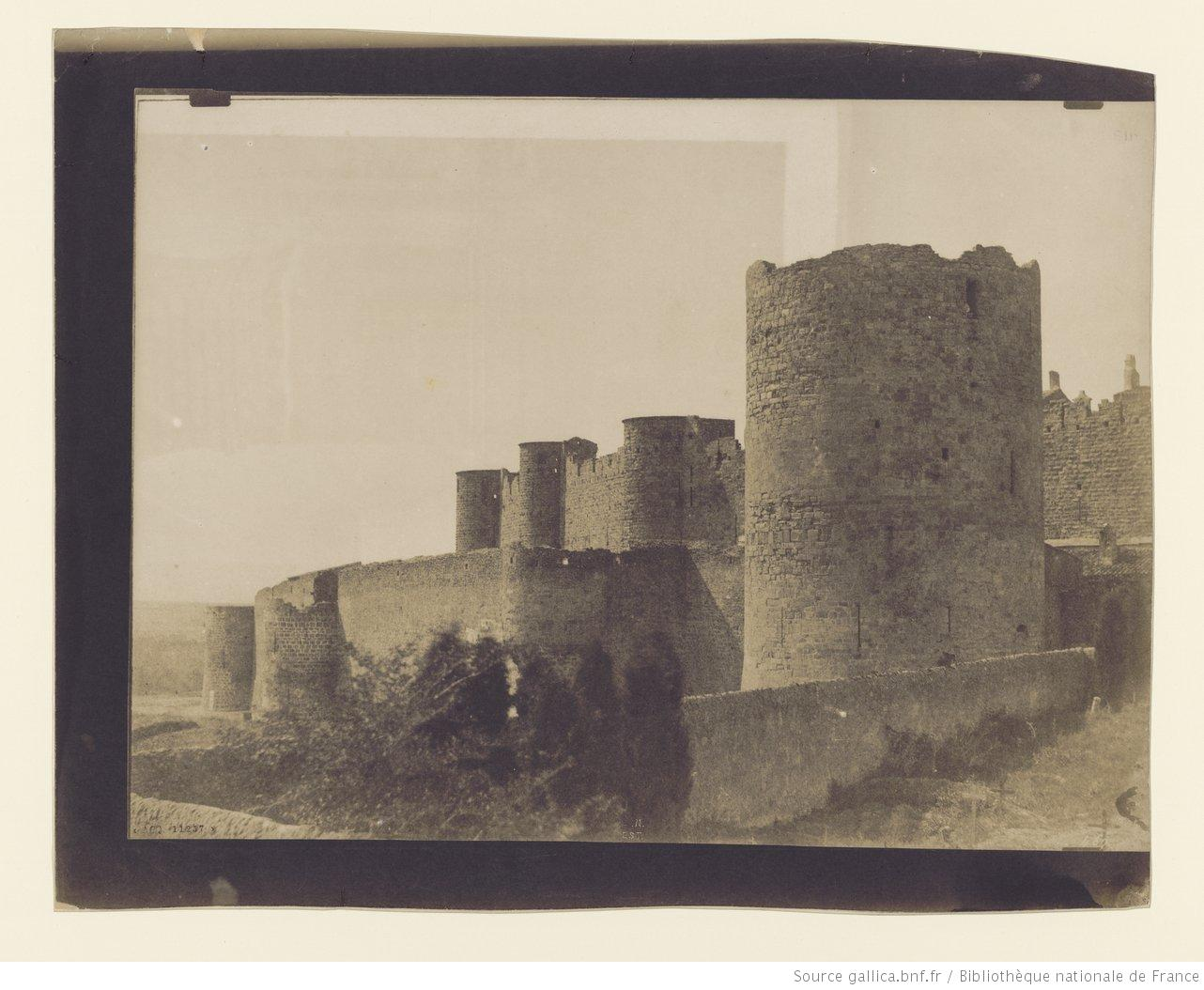

### Restauro della città

#### Salvataggio della città

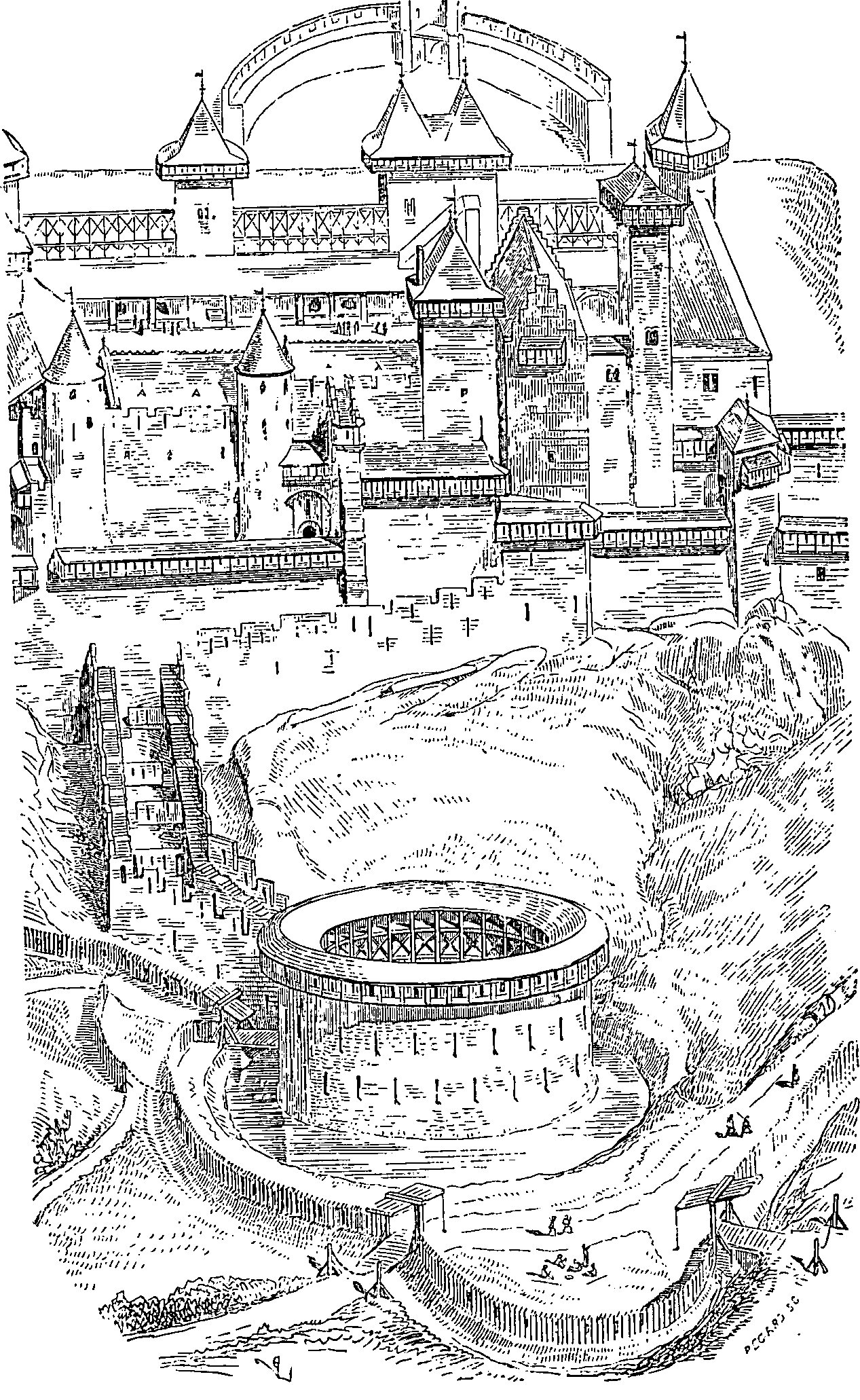
Schizzo della città di Carcassonne di Eugène Viollet-le-Duc

Per gli abitanti di Carcassonne, la città medievale, situata su una collina di difficile accesso con le sue strade strette e i suoi bastioni e mura fatiscenti, era diventata un quartiere poco attraente a cui si opponeva la nuova città formata dalla bastide Saint-Louis o città bassa. Le mura servivano come materiale da costruzione. La disaffezione degli abitanti per la città portò al suo deterioramento. Le torri erano in rovina e la maggior parte venne trasformata in garage, hangar e altri magazzini. Le "lizze" vennero progressivamente invase da strutture (nel XIX secolo, le autorità elencarono 112 case). Venne quindi programmata la distruzione della città medievale.
La città venne salvata dalla distruzione totale da Jean-Pierre Cros-Mayrevieille, notabile e storico, che viveva ai piedi della stessa. Nel 1835, fu preso da sdegno per la distruzione del barbacane le cui pietre erano state saccheggiate da imprenditori locali. A lui si devono i primi veri scavi nella Cattedrale e il ritrovamento della cappella del vescovo Radulphe. Lo scrittore Prosper Mérimée, ispettore generale dei monumenti storici, si innamorò di questo monumento che stava affondando. L'architetto Eugène Viollet-le-Duc, che aveva avviato il restauro della basilica di Saint-Nazaire, venne incaricato di studiare il restauro completo della città. Nel 1840, la basilica di Saint-Nazaire, all'interno della città, passò sotto la protezione dei monumenti storici. Questa protezione fu estesa a tutti i bastioni nel 1862.
Nel 1853 Napoleone III approvò il progetto di restauro. Il finanziamento venne sostenuto dallo Stato per il 90% e dalla città di Carcassonne e dal consiglio generale dell'Aude per il restante 10%. Nel 1855, i lavori iniziarono nella parte ovest-sud-ovest del muro interno, ma rimasero di modesta entità. Nel 1857 proseguirono sulle torri della porta Narbonnaise e dell'ingresso principale della città. Le fortificazioni vennero qua e là consolidate, ma il grosso dei lavori si concentrò poi sul restauro dei tetti delle torri, delle merlature e degli argani del castello comitale e venne disposta l'espropriazione e la distruzione degli edifici costruiti lungo i bastioni. Nel 1864 Viollet-le-Duc ottenne nuovamente i finanziamenti per il restauro della Porte de Saint-Nazaire e del muro esterno del fronte meridionale. Nel 1874, la torre Trésau fu restaurata.

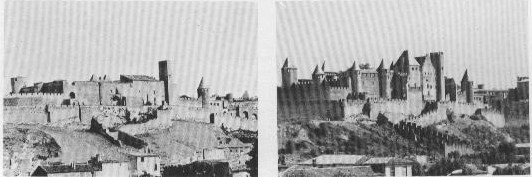
Confronto tra lo stato della città prima e dopo le opere di Viollet-le-Duc.

Eugène Viollet-le-Duc lasciò molti schizzi e disegni della città e delle sue modifiche. Quando morì, nel 1879, lo sostituì il suo allievo Paul Boeswillwald e poi l'architetto Henri Nodet. Nel 1889 fu completato il restauro della cinta muraria interna. Nello stesso anno iniziarono i lavori di restauro del castello comitale e, nel 1902, furono completati importanti lavori e sviluppati e bonificati i dintorni della città. Nel 1911 le ultime case presenti nelle "lizze" furono distrutte e l'opera di restauro venne considerata conclusa nel 1913.
Solo il 30% della città venne ripristinato. Durante i lavori di restauro, il canonico Léopold Verguet realizzò molte fotografie sui lavori di ristrutturazione. Queste foto forniscono testimonianze sul sito e sulla vita intorno alla città in quel periodo. Un altro fotografo, Michel Jordy, storico e archeologo, contribuì alla conservazione della città attraverso le sue ricerche e fotografie. Fu anche il fondatore dell'Hôtel de la Cité.

#### Un controverso restauro

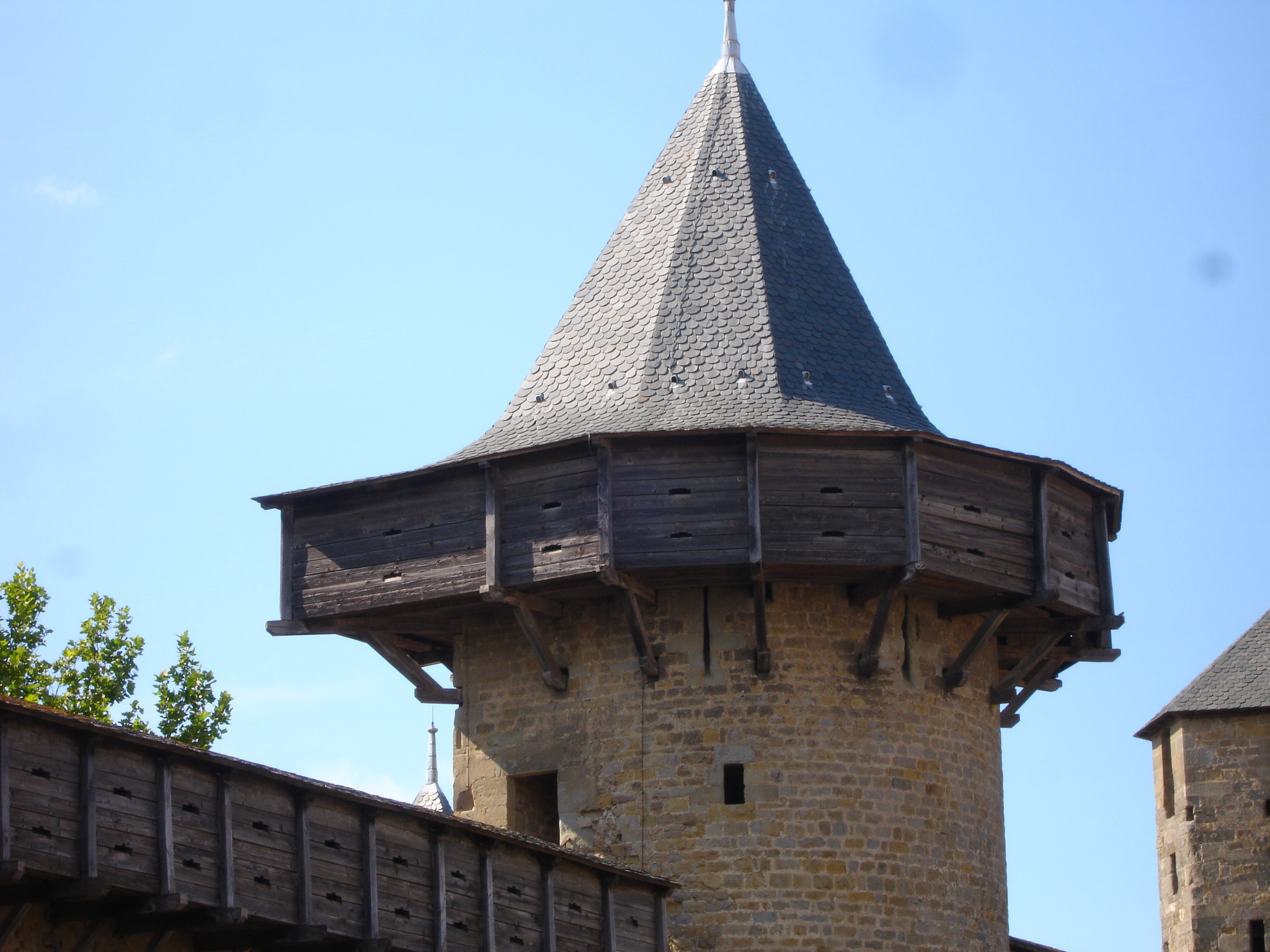
Le torri restaurate dall'architetto Viollet-le-Duc.

Dal 1850 i restauri di Eugène Viollet-le-Duc furono fortemente criticati. I suoi detrattori, come Hippolyte Taine, denunciarono la differenza tra le parti nuove e le parti rovinate visto che queste ultime avevano un maggior fascino. Altri, come Achille Rouquet o François de Neufchâteau, rimpiansero il carattere e lo stile eccessivamente gotico delle modifiche di "Viollet-le-Duc". Oggi, gli storici sottolineano soprattutto gli errori del restauratore. Joseph Poux si rammarica della scarsa ricostruzione delle porte e delle finestre delle torri visigote e della bertesca della porta dell'Aude.
Ma sono soprattutto le scelte fatte per il restauro dei tetti ad essere state fortemente criticate. Viollet-le-Duc, forte delle sue esperienze nel restauro dei castelli della Francia settentrionale, scelse di coronare le torri con un tetto conico ricoperto di ardesia, in contrasto con i tetti piani ricoperti di tegole romane dei castelli della regione. Questa scelta aveva per lui una logica storica, perché Simon de Monfort e gli altri cavalieri che presero parte alla crociata albigese provenivano tutti dal Nord. Non era impossibile che questi "settentrionali" avessero portato con sé i propri architetti e le proprie tecniche. Inoltre, Viollet-le-Duc aveva trovato molti frammenti di ardesia durante i suoi restauri della città. Questo è il motivo per cui oggi possiamo osservare diversi tipi di coperture nella città alta di Carcassonne.
Anche il ponte levatoio, aggiunto all'ingresso della Porte Narbonnaise, è citato come esempio di errata ricostruzione. Inoltre, alcuni restauri sono talvolta considerati troppo perfetti e riducono l'impressione di autenticità. Tuttavia, nonostante i suoi errori, consideriamo oggi che Eugène Viollet-le-Duc realizzò una notevole opera di architettura che ha permesso di restituire ai visitatori un'immagine coerente, se non fedele, della città di Carcassonne. Così le campagne di restauro oggi realizzate conservano le modifiche apportate al modello originario dall'architetto, perché ormai fanno parte della storia del monumento.

### XX e XXI secolo
Nel 1903 la città passò dalla supervisione del Ministero della Guerra al Ministero delle Belle Arti e nel 1918 l'esercito lasciò definitivamente la città alta. Il 1º settembre 1909 venne aperto l'Hôtel de la Cité, la cui costruzione è all'interno della città stessa, tra il castello comitale e la cattedrale di Saint-Nazaire. Questa costruzione neogotica provocò all'epoca numerose proteste. Nel 1926, i monumenti storici estesero la loro protezione classificando le "lizze", gli accessi e la porta dell'Aude, nonché registrando i "Grand Puits" come monumenti storici. Nel 1942 la classificazione fu ulteriormente ampliata con l'aggiunta, per tre volte, di terreni intorno alla città. Questa estensione consentiva di proteggere le immediate vicinanze impedendo qualsiasi costruzione.
Nel 1944, la città di Carcassonne fu occupata dalle truppe tedesche che usarono il castello come riserva di munizioni ed esplosivi. Gli abitanti vennero sfrattati dalla città alta. Joë Bousquet, Comandante della Legion d'Onore, fu indignato da questa occupazione e chiese al Prefetto la liberazione della città considerata da tutti i paesi un'opera d'arte che doveva essere rispettata e lasciata libera.
Nel 1961 fu allestito un museo nel castello comotale. Poi, nel 1997, la città è stata classificata come patrimonio dell'umanità dall'UNESCO. Oggi è diventata un importante sito turistico che riceve più di 2 000 000 di visitatori l'anno. Questo consente allo Stato di ricevere sussidi per la manutenzione del sito. In cambio, deve rispettare l'architettura del luogo durante i lavori di costruzione o ristrutturazione e deve aprire la città ai visitatori. La società dei monumenti storici gestisce le visite e la gestione del castello. Recentemente è stato rinnovato il percorso dei visitatori, nel 2006 e nel 2007, aggiungendo una sala di proiezione e una nuova segnaletica. Nel 2014 sono iniziati i lavori per la messa in sicurezza dei bastioni del circuito occidentale, seguiti da un capo architetto dei monumenti, per offrire questo percorso al visitatore. I lavori saranno eseguiti da scalpellini specializzati nel restauro del patrimonio architettonico.

## L'architettura della città
L'arte militare ha fortemente influenzato l'architettura della città alta di Carcassonne. Il suo sistema di difesa è eccezionale per le sue dimensioni, complessità e qualità della sua conservazione. È la fortezza più grande d'Europa.

### Pianta della città

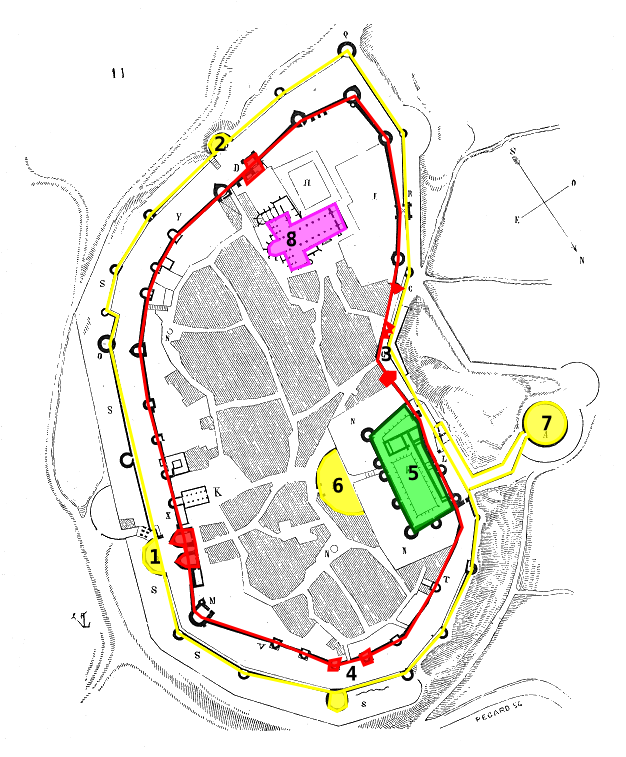
Pianta della città di Carcassonne con una mappa prodotta da Eugène Viollet-le-Duc che rappresenta la città nel XIII secolo

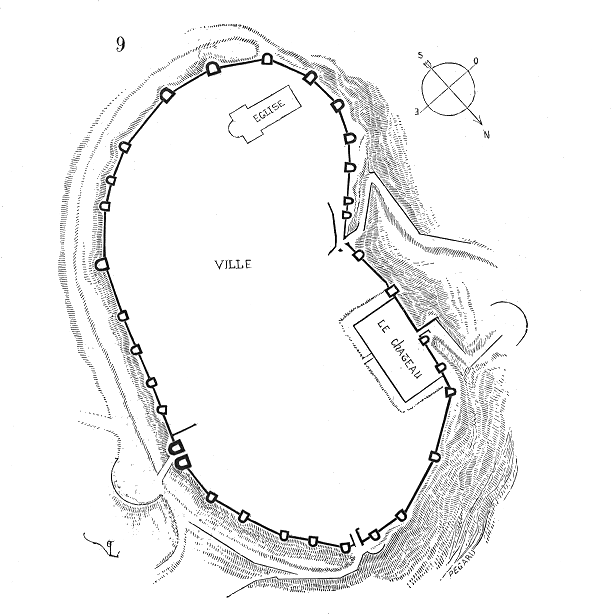
Posizione del recinto visigoto di Eugène Viollet-le-Duc

Le parti notevoli della città includono le due mura fortificate e diversi edifici. La mappa qui accanto consente di individuare questi edifici, descritti nelle sezioni seguenti. Il recinto interno e le porte sono mostrate in rosso mentre il recinto esterno e i barbacani sono mostrati in giallo:
- 1 - Porta Narbonnaise e barbacane Saint-Louis,
- 2 - Porta di Saint-Nazaire e barbacane,
- 3 - Porta d'Aude,
- 4 - Porta du Bourg e il barbacane di Notre-Dame,
- 5 - Castello comitale circondato da fossato e costruito lungo la cinta muraria,
- 6 - Barbacane da est a protezione dell'ingresso al castello,
- 7 - Barbacane dell'Aude, ora distrutto,
- 8 - Basilica di Saint-Nazaire.

### I recinti e le torri
Il materiale utilizzato per la costruzione dei recinti e delle torri è la pietra di cui è costituito l'altopiano su cui è costruita la città. È arenaria o molassa di Carcassonne estratta dall'altopiano stesso o dalle colline circostanti. Le due cerchie di mura concentriche, che circondano la città, sono separate da uno spazio piano: le "lizze". Questo sistema aveva, al momento della sua implementazione (prima della generalizzazione dell'artiglieria), molti vantaggi difensivi. Consentiva di attaccare gli aggressori lungo due linee di fuoco; il recinto esterno, se attraversato, rallentava gli aggressori e li divideva; gli aggressori una volta entrati nelle "lizze" erano particolarmente vulnerabili in questo spazio non protetto. Inoltre, le lizze consentivano ai cavalieri di combattere facilmente. Si distinguono le lizze basse, situate a nord e che vanno dalla porta Narbonnaise alla porta Aude, dove si trovano i recinti più antichi risalenti ai Visigoti, e le lizze alte, situate a sud, dove si trovano le mura più recenti costruite sotto Filippo III il Temerario.

#### Costruzioni gallo-romane

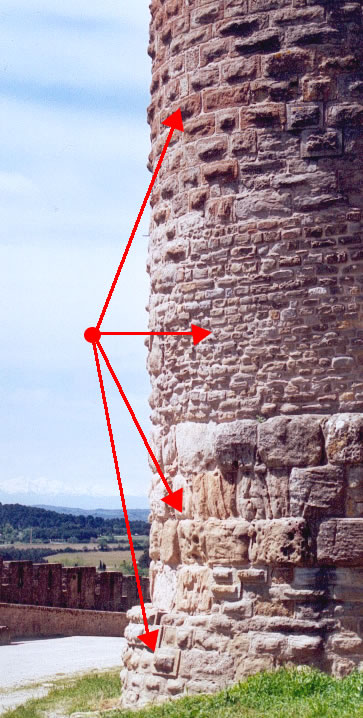
Esempi di muratura di epoche diverse su una torre

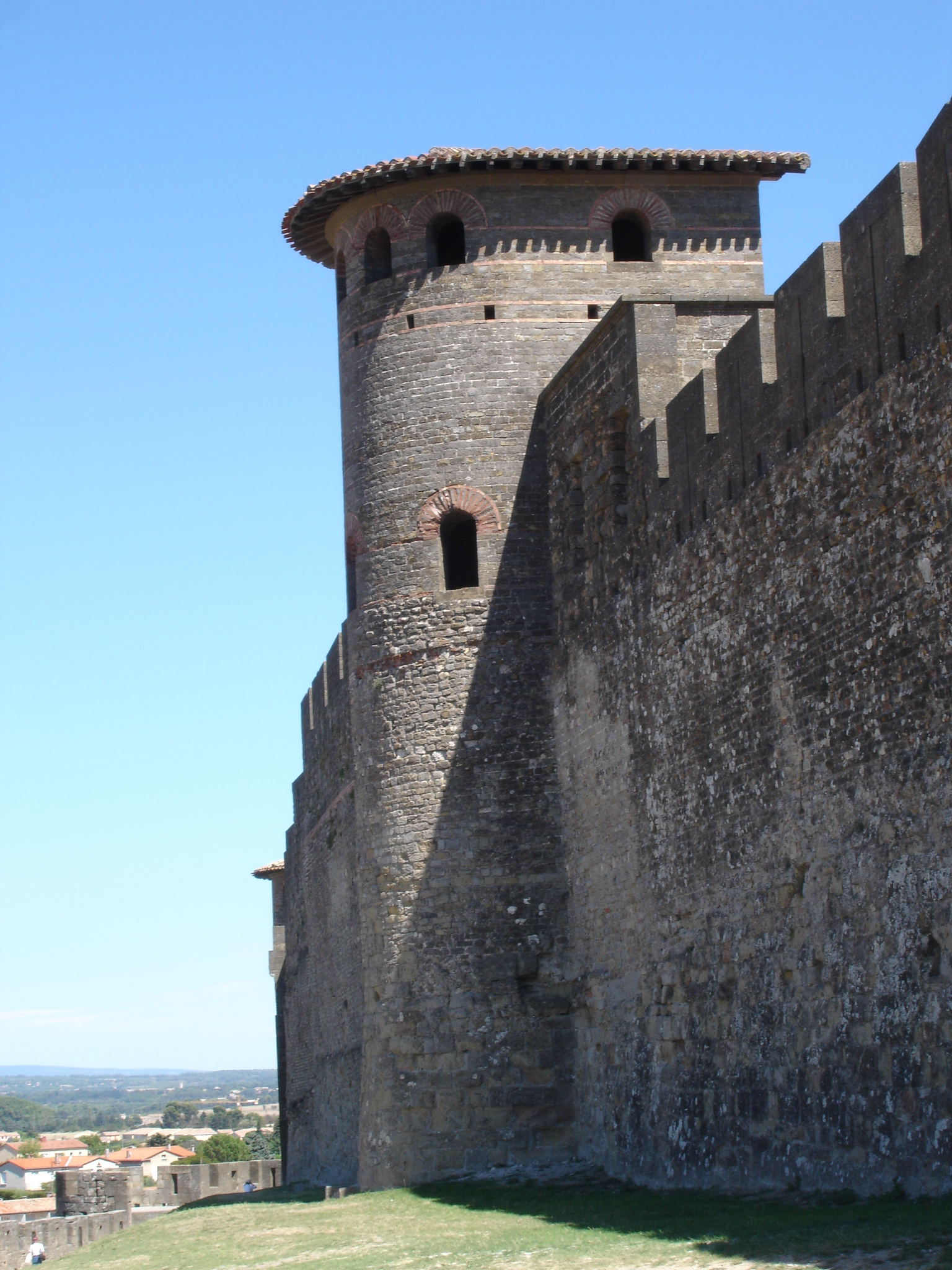
Torri gallo-romane dalla caratteristica forma a ferro di cavallo

La prima cerchia muraria, costruita su uno sperone roccioso, risale al periodo gallo-romano; permetteva di dominare la valle e il corso dell'Aude. Le fondamenta di questo involucro originale sono ancora visibili dalle lizze. Venne costruita utilizzando pietre di grandi dimensioni e una malta molto dura. Il muro di questo recinto era spesso da due a tre metri. Questo recinto aveva un perimetro di 1 070 metri e proteggeva una città della superficie di sette ettari. È costituito da normali macerie e file di mattoni. Questi ultimi hanno assicurato la stabilità della costruzione grazie alla loro flessibilità e hanno evitato eventuali cedimenti.
Ci sono ancora diciassette torri di origine gallo-romana, più o meno rimaneggiate, delle trenta inizialmente incluse in questo recinto. Solo una torre era a pianta rettangolare, la Torre Pinte. Le altre torri sono riconoscibili nei bastioni occidentali della città grazie alla loro forma a ferro di cavallo all'esterno e piatta all'interno. La parte inferiore delle torri, il cui diametro è compreso tra 4,50 e 7 metri, è realizzata in muratura solida che ha dato una base particolarmente resistente. I livelli superiori hanno grandi aperture ad arco che davano grande efficacia alle armi da lancio dei difensori. Un sistema di finestre basculanti garantiva la difesa e la protezione di queste grandi aperture. Le torri erano ricoperte di tegole piane a doppio taglio. L'altezza delle torri era compresa tra 11,65 e 13,70 metri.

#### Opere di epoca medievale

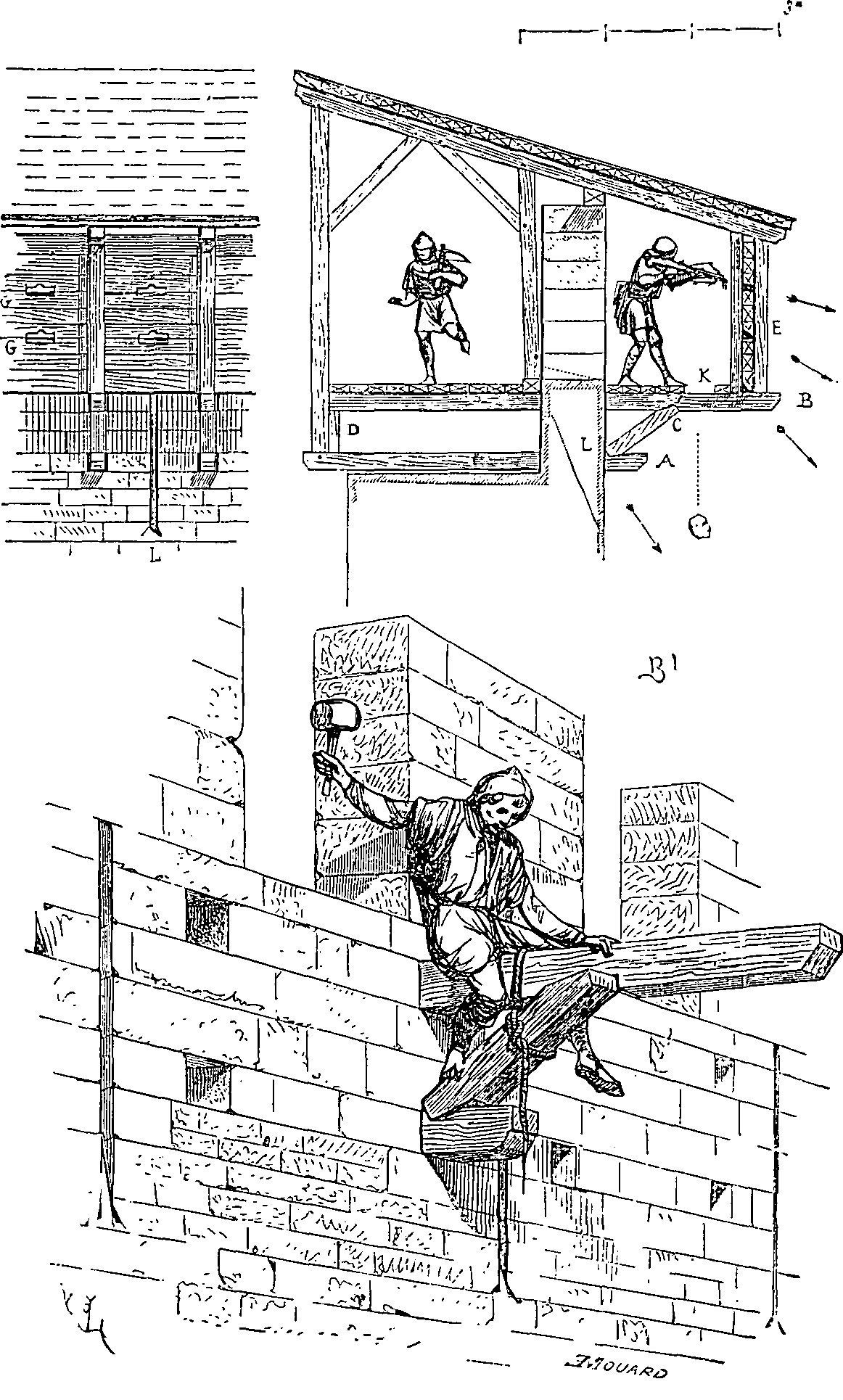
Sistema delle "hourds" in uno schizzo di Eugène Viollet-le-Duc

Durante il XIII secolo, i re di Francia ordinarono la costruzione di un secondo apparato murario esterno intorno alla città. Le torri sono rotonde, spesso basse e senza tetto per non offrire alcun riparo agli assalitori che le avrebbero conquistate contro i colpi provenienti dal recinto interno. Il recinto è circondato da un fossato asciutto tranne nei punti in cui la ripidità del pendio non rende necessaria questa difesa. Lo spazio tra le due cinte murarie è organizzato in "lizze" che vengono utilizzate in tempo di pace per manifestazioni di ogni genere. Le pareti raggiungono un'altezza che va dai 10 ai 12 metri.
Il muro interno venne ammodernato ai tempi di Filippo III e Filippo IV il Bello. Furono costruiti la Porta Narbonnaise, la Porte de Saint-Nazaire e la torre Trésau. Questi edifici erano caratterizzati dall'imponente altezza delle loro mura e dall'uso di pietre sbalzate. La costruzione del recinto era più complessa e poggiava su fondamenta più profonde del recinto gallo-romano, perché raggiungevano la roccia dell'altopiano. La realizzazione del recinto esterno e delle lizze si rese necessaria per livellare il terreno naturalmente in pendenza. Parte delle fondamenta esterne del recinto gallo-romano vennero scoperchiate da questo terrapieno e dovettero essere consolidate.
Il cammino di ronda permetteva di fare il giro della città, attraversando le torri. Nel medioevo la cortina muraria fu ampliata grazie ad un sistema di telai in legno sospesi che creavano un riparo sopra il vuoto. Questo sistema posto a cavalcioni del bastione chiamato "hourd" permetteva ai balestrieri di colpire con precisione verso il centro delle lizze. Le torri di guardia erano costruite sulla proiezione di alcune mura, come la torre di guardia di Vade.
Le torri medievali differivano da quelle romane pur conservando la loro caratteristica forma esterna con una facciata esterna a cupola e una interna piatta. Le scale in legno vennero sostituite da altre interne in pietra. La base delle torri venne irrobustita in modo che i proiettili rimbalzassero dalla torre tornando contro gli aggressori posti ai piedi delle mura.

#### Le porte
Il recinto era dotato di quattro porte principali che davano accesso all'interno della città. Le porte erano distribuite nei quattro punti cardinali.

##### La porta Narbonnaise

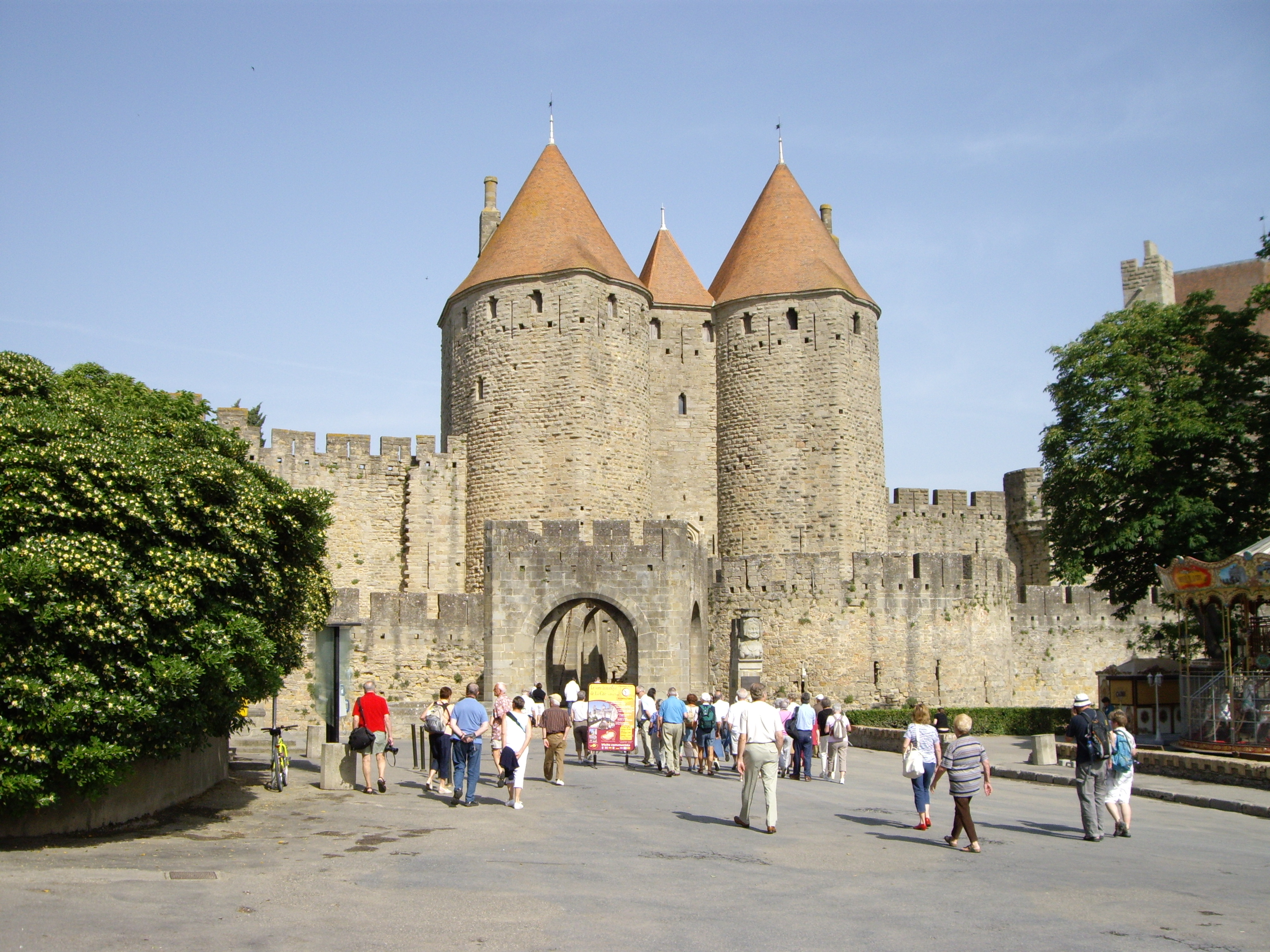
La porta Narbonnaise costruita durante il regno di Filippo III di Francia

La porta Narbonnaise, situata ad est, fu costruita intorno al 1280 durante il regno di Filippo III il Temerario. Deve il suo nome al suo orientamento verso Narbonne e succedette al castello di Narbonne, un castello ormai distrutto che controllava l'ingresso principale della città. Il castello di Narbonne era detenuto dalla famiglia Trencavel di Termes nell'XI e XII secolo. Nel XIX secolo Viollet-le-Duc ricostruì le merlature e il tetto in ardesia, dal 1859 al 1860, e lo equipaggiò con uno pseudo-ponte levatoio originariamente inesistente. Si compone di due imponenti torri rinforzate da becchi destinati a deviare il fuoco degli assalitori. La porta è protetta da un doppio erpice rinforzato da buca assassina e feritoie per gli arcieri. Queste torri hanno tre piani oltre al piano terra. Il piano terra e il primo piano sono dotati di volta mentre i piani superiori hanno un tetto piano in legno. La torre nord ha una volta per le provviste mentre la torre sud contiene una cisterna d'acqua, rendendo possibile soddisfare le esigenze dei difensori della torre durante un lungo assedio.
Al di sopra di questo insieme c'è una nicchia con una corona trilobata in cui era collocata una statua della Vergine. Questa porta è protetta dal barbacane Saint-Louis che le sta di fronte. Una torre di guardia situata a destra della porta consentiva il fuoco diretto sugli aggressori se riuscivano a prendere il barbacane.

##### La porta Saint-Nazaire
A sud, la Porte Saint-Nazaire era ospitata nell'omonima torre, una delle due torri quadrate della città. È un complesso dispositivo di difesa; l'opera fu molto danneggiata e Viollet-le-Duc la restaurò tra il 1864 e il 1866.
La torre proteggeva la basilica di Saint-Nazaire situata appena dietro, a 25 metri all'interno della città. Era dotata di quattro torri di guardia; il passaggio che dava accesso alle lizze e alla città aveva una curva a 90 gradi. Ogni ingresso a questo passaggio era protetto da sistemi di difesa: caditoie e erpici.
La torre ha due piani ben arredati per il ricovero della guarnigione con camino e armadi. La piattaforma che coronava la torre permetteva di contenere una macchina da guerra di grande gittata.

##### La porta dell'Aude

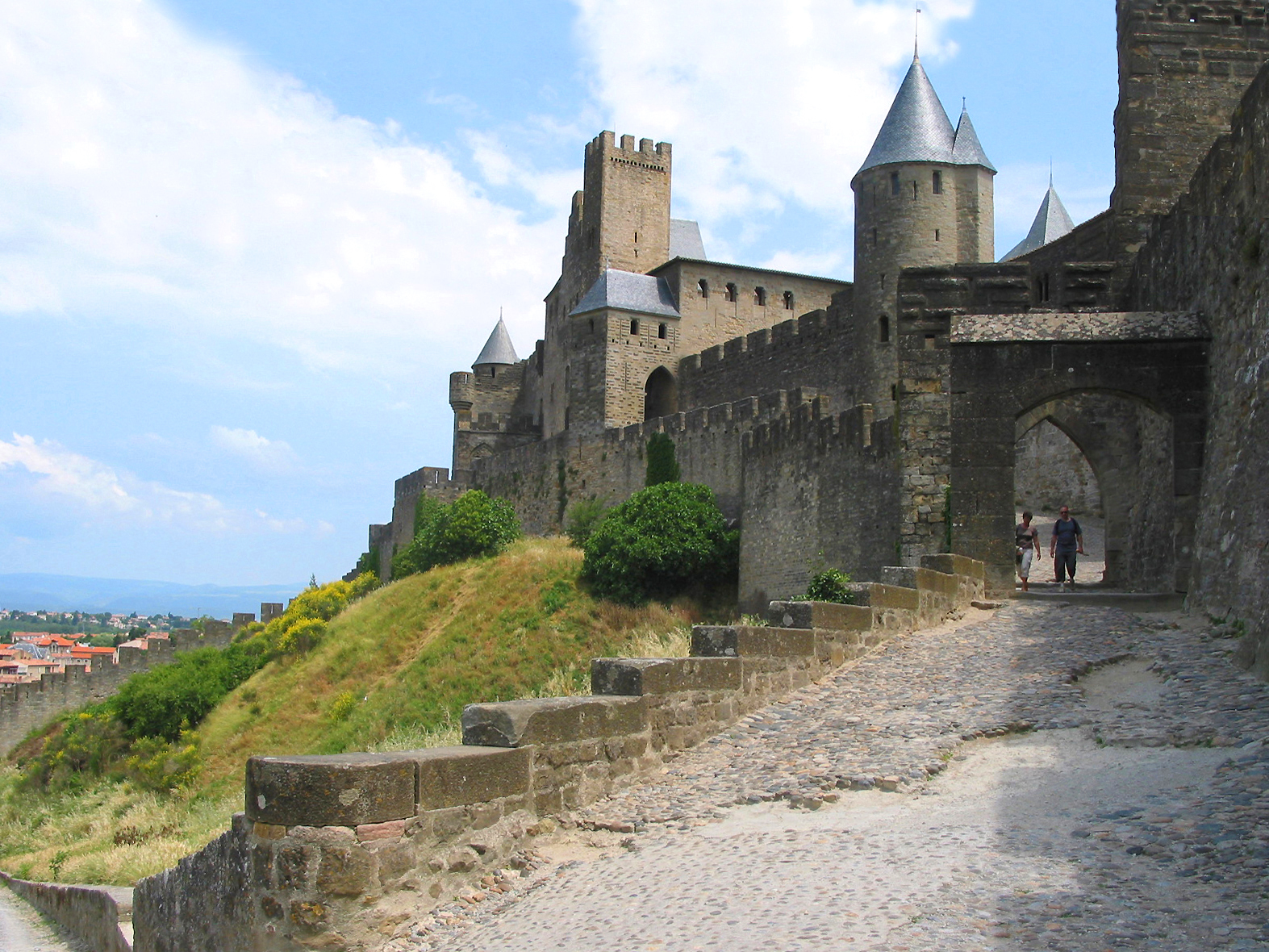
La porta dell'Aude.

A ovest, la Porte dell'Aude si affaccia sull'omonimo fiume. Si trova vicino al castello. Questa porta venne ampliata dal barbacane dell'Aude, in parte distrutto nel 1816 per costruire la chiesa di Saint-Gimer. Rimane solo la rampa cinta da mura merlate. Il sistema difensivo di questa porta era molto complesso. Alti archi nascondevano false porte che non conducevano da nessuna parte: questo dispositivo aveva lo scopo di ingannare il nemico. Inoltre, molti corridoi avevano diversi livelli che creavano una trappola per topi in cui gli aggressori venivano bloccati e potevano essere attaccati da tutti i lati. La porta dell'Aude combinava sistemi di difesa attivi e passivi di grande raffinatezza.
La rampa, che partiva dal barbacane scomparso, dava accesso a questa porta. Risaliva il ripido pendio verso ovest facendo dei tornanti e attraversava una prima porta e poi una seconda. La porta d'ingresso difendeva questo accesso, posto tra le mura interne ed esterne. Il muro interno era elevato e sostenuto da un triplo contrafforte costruito nel XIII secolo. La porta stessa era di origine visigota con il suo arco semicircolare alternato a mattoni. Sopra l'ingresso si trovava una bertesca che non era di origine feudale, ma fu aggiunta da Viollet-le-Duc durante il suo restauro. Questa porta, dall'aspetto tipicamente medievale, ha fatto da sfondo a molte riprese cinematografiche come I visitatori, Robin Hood - Principe dei ladri o Colpo grosso ma non troppo.

##### La porta di Bourg o di Rodez
A nord, la Porte di Bourg o di Rodez dominava la città vecchia di Saint-Vincent. Era scavata direttamente nel recinto ed era difesa dal barbacane di Notre-Dame e dalla torre Mourétis.
La porta relativamente modesta è realizzata nei bastioni tra due torri ed ha pochissime difese. Al tempo dei Visigoti era protetta da una sorta di avancorpo, il cui muro si estendeva verso il villaggio di Saint-Vincent. Questo edificio venne successivamente sostituito da un barbacane sul muro esterno, il barbacane Notre-Dame.

### Il castello comitale

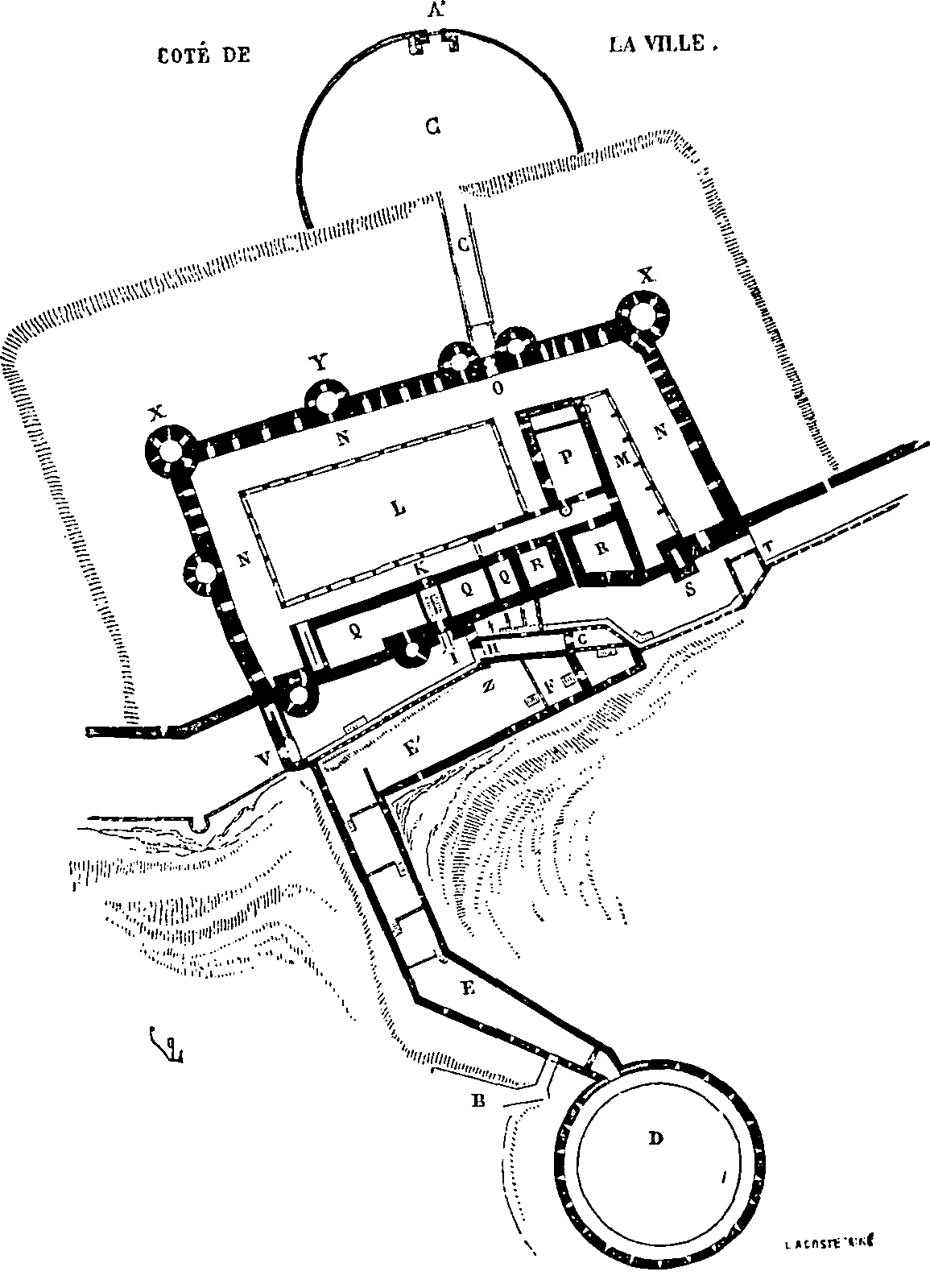
Schizzo del castello comitale al tempo di Eugène Viollet-le-Duc.

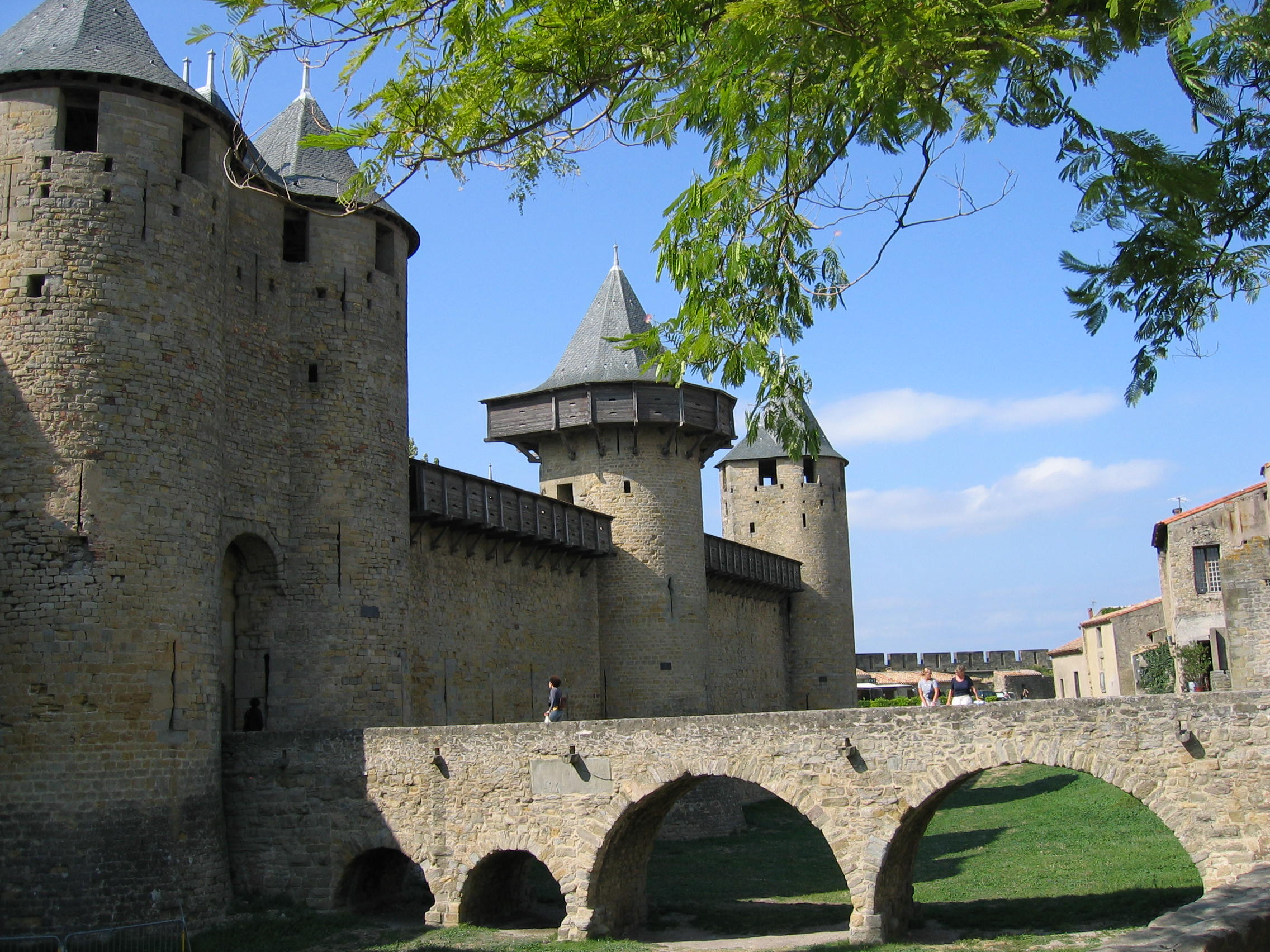
Ingresso al castello comitale.

Il castello comitale si appoggia al muro interno occidentale nel punto in cui il pendio è più ripido. Ha una pianta a parallelogramma allungato da nord a sud ed è forato da due uscite a ovest sul lato della porta dell'Aude e ad est sul lato interno della città. Venne costruito in due fasi.
La sua costruzione fu avviata da Bernard Aton IV Trencavel durante il periodo romanico intorno al 1130 per sostituire un primitivo castello probabilmente situato nel sito della porta Narbonnaise. Il castello era costituito da due edifici principali a "L" dominati da una torre di avvistamento, la Torre Pinte. A nord si trovava una cappella del castello dedicata alla Vergine Maria, di cui oggi rimane solo l'abside. Solo una recinzione separava il castello dal resto della città.
Caduto nel dominio reale, il castello, tra il 1228 e il 1239, fu completamente rimaneggiato diventando una fortezza all'interno della città. Un barbacane composto da un camminamento di bastioni e un parapetto merlato sbarrava l'ingresso al castello poco prima del fossato che lo circondava completamente. La porta d'ingresso al castello, incorniciata da due torri, era costituita da una caditoia e una porta a battenti. Il ponte di ingresso era costituito da una parte fissa, seguita da una parte comprendente un ponte mobile e un ponte levatoio azionato da contrappesi in prossimità del portone d'ingresso. Le mura sostituirono l'originaria palizzata e circondavano completamente gli edifici. Un sistema di mensole poggiava sul recinto ricostruito da Viollet-le-Duc.
Il castello e il suo muro di cinta avevano 9 torri, due delle quali risalivano al periodo visigoto: la torre della cappella e la torre delle Pinte. La Torre delle Pinte era una torre di avvistamento quadrata, la più alta della città. Tutte le altre avevano la stessa disposizione interna ed esterna, perché costruite contemporaneamente nel XII secolo. Queste torri erano costituite su tre piani e un piano terra. I piani terra e primo aveva soffitti a volta mentre i piani superiori dei semplici pavimenti in legno. La comunicazione tra i piani avveniva attraverso fori, che fungevano da megafono, praticati nelle volte e nei pavimenti. Le mensole ricostruite da Viollet-le-Duc probabilmente adornavano il recinto e le torri, come mostrato nell'attuale ricostruzione.
L'accesso al castello conduceva ad un cortile principale rettangolare circondato da edifici più volte rimaneggiati tra il XII e il XVIII secolo. Le pareti nord ed est del cortile erano fiancheggiate da semplici portici mentre a sud ed est si trovavano due edifici. Quello meridionale ospitava le cucine e forniva l'accesso a un secondo cortile dove si trovava un edificio ora distrutto, ma dove sono ancora visibili le posizioni delle travi del primo piano e di alcune finestre. Anche in questo cortile si trova la Torre Pinte. Sotto questo cortile, il primo curatore della città, Pierre Embry, portò alla luce, nel 1926, un mosaico di 40 m2 che probabilmente copriva il pavimento di una casa nobiliare romana.

### La basilica di Saint-Nazaire

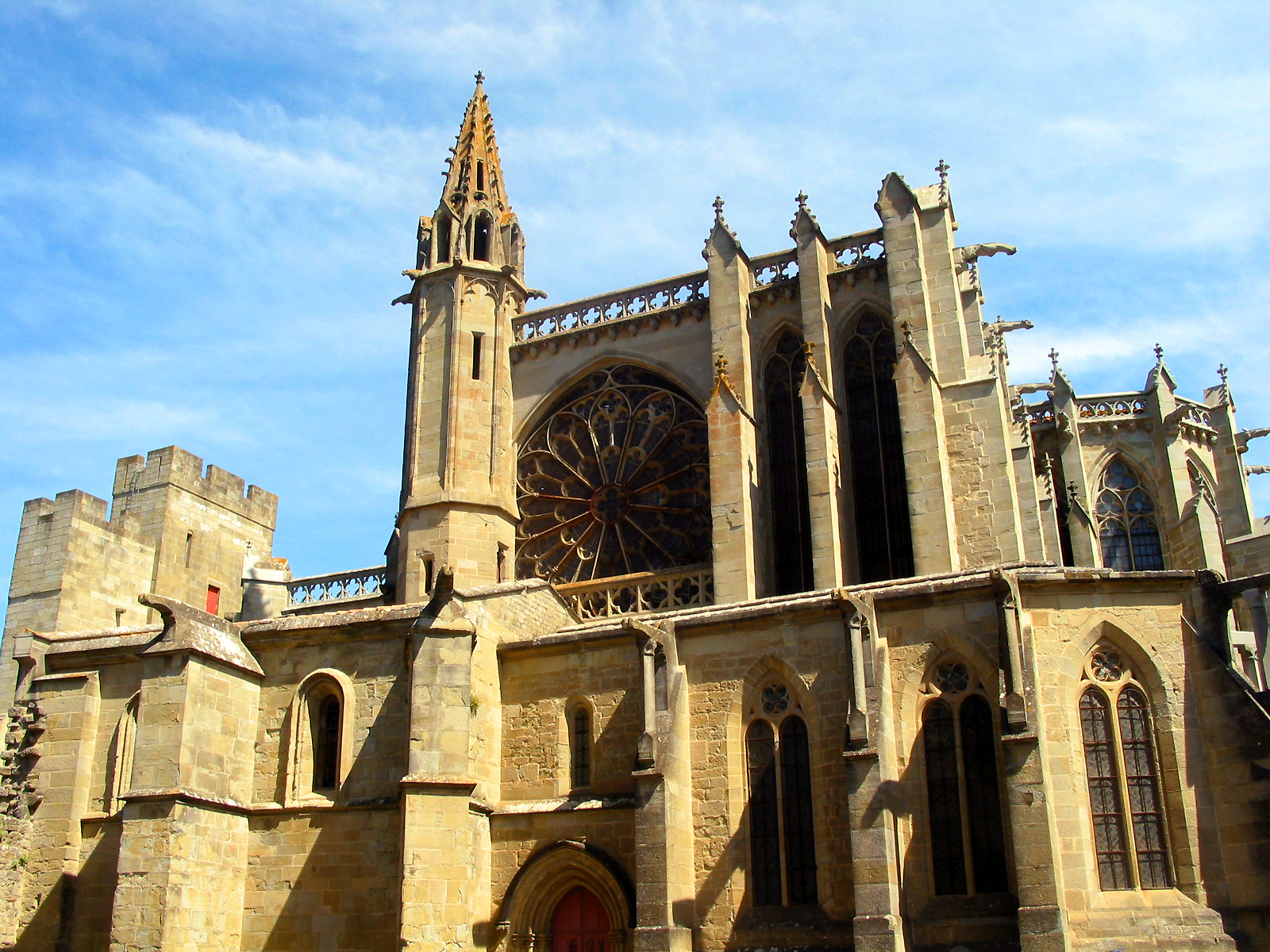
La basilica di Saint-Nazaire.

La basilica Saint-Nazaire, costruita in arenaria (rivestimento esterno), è una chiesa d'origine romanica nella quale le parti più antiche risalgono all'XI secolo. Sul sito originariamente sorgeva una cattedrale carolingia di cui oggi non rimane traccia..
All'alba del periodo di massimo splendore dell'arte romanica, era quindi prima di tutto una semplice chiesa benedetta e consacrata a cattedrale da papa Urbano II nel 1096, sotto il patrocinio dei Trencavel, che avviarono la costruzione di un nuovo edificio più grande. Di questo edificio rimangono solo i primi due pilastri della navata e della cripta, il cui stato di degrado fa pensare che si trattasse di un'opera precedente. Segue la pianta dell'antica abside. Nel XII secolo l'attuale navata era costituita da sei campate, rimaste intatte durante gli ampliamenti del periodo gotico, che furono traslate contro la distruzione del romanico dell'XI secolo. Il portale romanico è stato completamente rifatto, nel XIX secolo, durante i restauri di Viollet-le-Duc.
La basilica fu ampliata tra il 1269 e il 1330 in stile gotico importato dai nuovi maestri della regione, con un transetto e un coro molto slanciati, un decoro di sculture e una serie di vetrate che erano tra le più belle del sud della Francia. Un prelato costruttore, Pierre de Rieux, finanziò la costruzione di gran parte delle decorazioni e il completamento delle volte. Il suo stemma è visibile nel presbiterio, dell'abside e nel braccio sud del transetto, mentre la cappella della navata nord contiene il monumento che commemora la morte del contributore. Un altro personaggio, Pierre Rodier, vescovo di Carcassonne, ha il suo stemma nella cappella della navata sud.
I lavori di ristrutturazione di Eugène Viollet-le-Duc hanno in gran parte trasformato l'esterno della basilica, ma l'interno è la parte più notevole. I due stili, gotico e romanico, si sovrappongono, nelle vetrate, alle sculture e a tutte le decorazioni della chiesa. Le facciate hanno molte vetrate colorate del XIII e XIV secolo: rappresentano scene della vita di Cristo e dei suoi apostoli.
Fino al XVIII secolo, la cattedrale di Saint-Nazaire rimase il principale centro religioso di Carcassonne. Alla fine dell'Ancien Régime, il capitolo della cattedrale mantenne anche un piccolo corpo musicale composto da un organista, un maestro di musica e almeno cinque cantori. Nel 1790, tuttavia, il capitolo fu soppresso e nel 1801 la chiesa fu spogliata del suo rango di cattedrale di Carcassonne in favore della chiesa di Saint-Michel, situata nella città bassa. Questo trasferimento avvenne mentre la città era stata abbandonata dai suoi abitanti a favore della città bassa. Il titolo di basilica le fu poi concesso nel 1898 da papa Leone XIII.
Vicino alla cattedrale viveva una comunità di canonici con una sala capitolare e un dormitorio a est, il refettorio e le cucine a sud e le cantine e le scuderie a ovest. Ma tutti gli edifici vennero demoliti nel 1792. A sud dell'edificio si trovava anche un chiostro. Il suo sito è ora occupato da un teatro all'aperto realizzato nel 1908.

## La vita in città

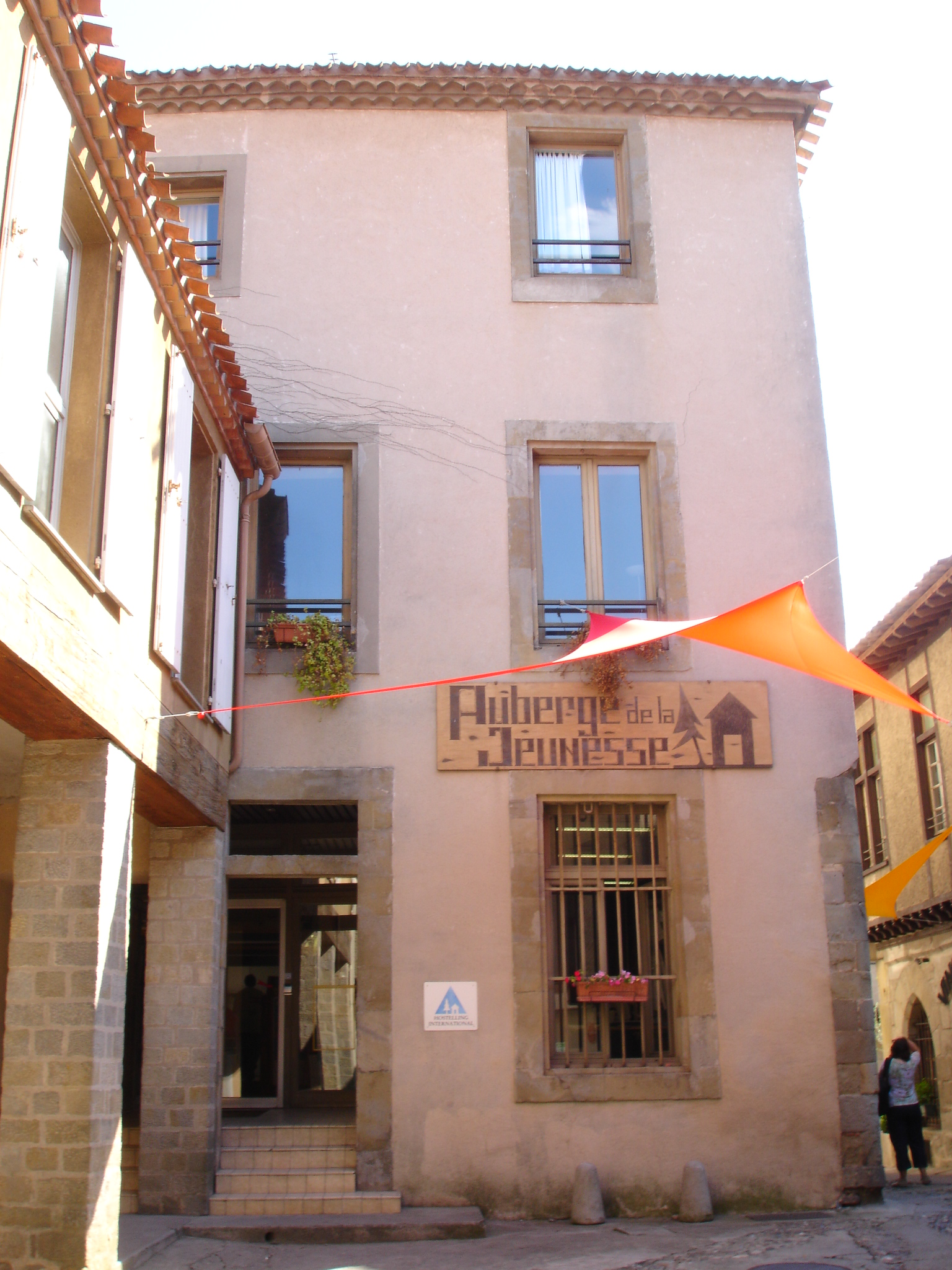
Ostello della gioventù della città di Carcassonne

La vita che si conduceva in città è stata studiata da molti storici. In epoca feudale, la famiglia Trencavel era ricca grazie alla sua terra e a vari diritti, e la vita dei signori e delle persone che ruotavano intorno alla corte era piuttosto prospera. Il castello comitale era elegantemente decorato e attirava molti trovatori. La vita cittadina era punteggiata da fiere e mercati. Nel 1158 Roger de Béziers autorizzò due fiere annuali durante le quali la protezione dei commercianti e dei clienti era assicurata dal visconte. Una valuta locale dimostra la vitalità e la ricchezza della città. Il commercio era importante e dava da vivere a molte persone. Il cibo era abbondante e vario: maiale salato, pane di grano lucci, cavolo cappuccio, rape, fave, ecc.
Durante l'epoca reale, la città non era più così attiva. Le guarnigioni avevano un ruolo preponderante. Il re istituì l'istituto dei "sergenti d'arme". Questi erano soldati la cui missione era quella di proteggere la città. Erano comandati da un connestabile che si occupava della riparazione le torri di guardia e delle varie sorveglianze dei sergenti. Il numero di uomini, inizialmente di 220, scese a 110 nel XIV secolo. Questi ruoli di "sergente" divennero ereditari nel 1336. Un testo del 1748 descrive con precisione l'allestimento cerimoniale di pattuglie e guardie. Descrive inoltre i vantaggi e gli svantaggi di questa funzione. I soldati erano remunerati con una paga perpetua che dava alla guarnigione il nome di "paga morta". La città era anche ben fornita di armi da difesa e da guerra. Un inventario del 1298 descrive macchine da lancio come spingarde, balestre e mangani, attrezzature da assedio come travi, argani e tutto il necessario per eseguire lavori di demolizione, attrezzature di trasporto come serbatoi, materiale da costruzione con molti pezzi di ricambio e materiale di approvvigionamento, in particolare per lo stoccaggio dell'acqua, che era importante durante gli assedi. Serviva quindi come riserva per alimentare le varie battaglie che si svolgevano nella regione.
Quando la città bassa si sviluppò, a scapito di quella alta, le condizioni di vita in città cambiarono enormemente. Nel XIX secolo dopo, l'abbandono della città da parte dei militari, questa rimase rinchiusa nella sua doppia cinta muraria e divenne un quartiere abbandonato dove si concentrava la miseria. Solo i poveri tessitori vivevano nelle lizze in tuguri addossati alle mura in condizioni igieniche degne del Medioevo. Alla fine del XIX secolo gli occupanti delle casupole presenti nelle lizze vennero progressivamente espropriati e le lizze riportate allo stato originario. Viollet-le-Duc vide questa azione come un'operazione di pulizia. La popolazione cacciata si spostò in parte nella città bassa e in parte all'interno delle mura cittadine.
Oggi, all'interno della città, la vita di tutti i giorni non è sempre facile. I vicoli sono stretti, di difficile accesso e le case fatiscenti, ma l'autenticità del luogo attira molti visitatori. La città ha diversi hotel tra cui un hotel di lusso, l'"hotel de la Cité", un ostello della gioventù e molti ristoranti e negozi di souvenir.

## La leggenda di "Dame Carcas"

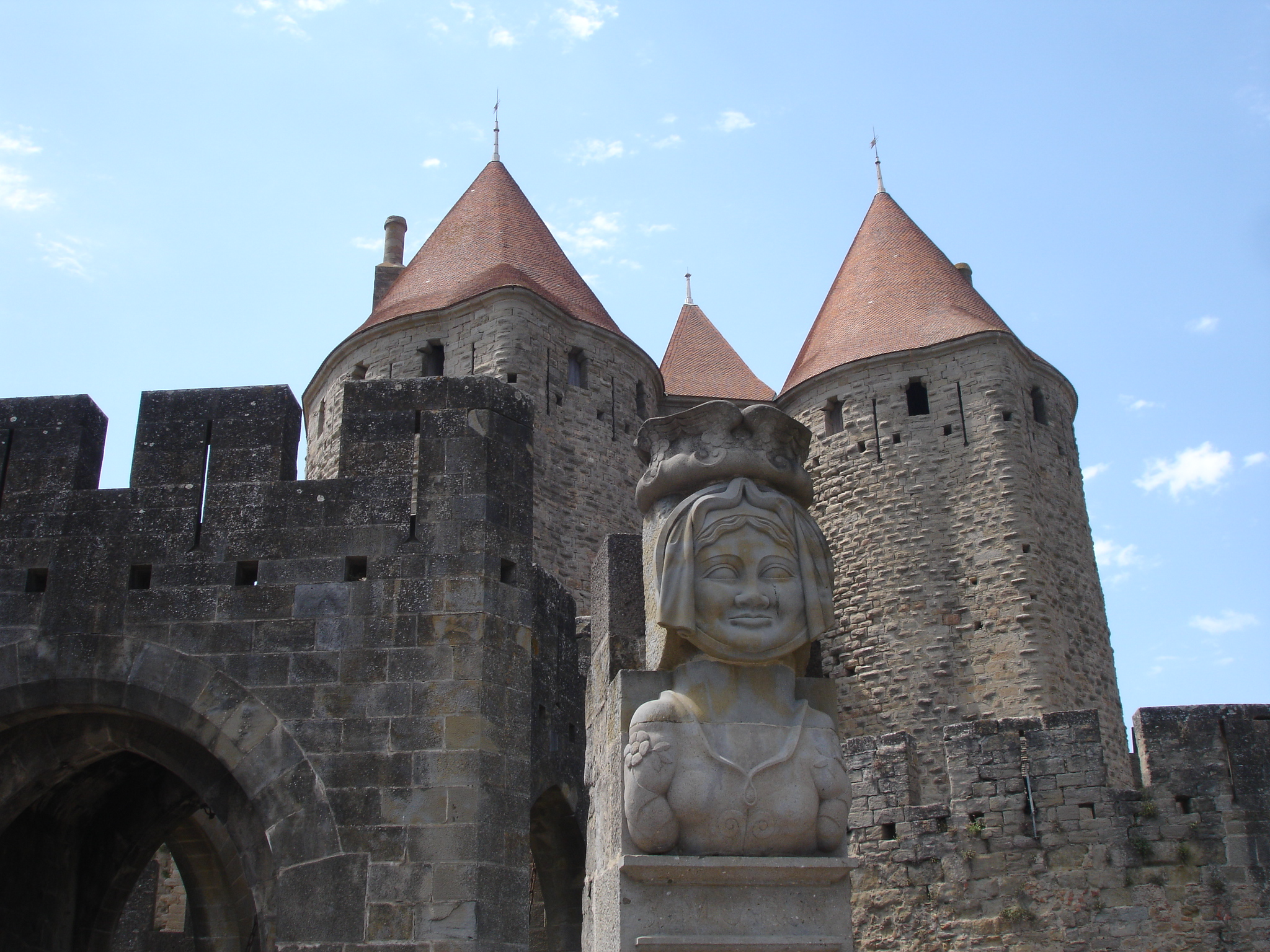
Busto della "Dame Carcas" davanti alla porta di Narbonne

La Dame Carcas è una figura leggendaria della città alta di Carcassonne. Secondo la leggenda, era la moglie di Ballak, principe musulmano di Carcassonne, ucciso in azione contro Carlo Magno. Quest'ultima, in seguito alla morte del marito, avrebbe assunto la difesa della città contro l'esercito franco e lo avrebbe respinto. La principessa Carcas avrebbe prima usato uno stratagemma consistente nella realizzazione di falsi soldati che aveva fatto costruire e collocare in ogni torre della città. L'assedio durò 5 anni.
Ma all'inizio del sesto anno cibo e acqua stavano diventando sempre più scarsi. Dame Carcas voleva fare un inventario di tutte le riserve rimaste. Essendo la città saracena, parte della popolazione musulmana non consumava carne di maiale. Gli abitanti del villaggio portarono così un maiale e un sacco di grano. La regina ebbe l'idea di nutrire il maiale con il sacco di grano e poi di scagliarlo dalla torre più alta della Città ai piedi dei bastioni esterni.
Carlo Magno e i suoi, credendo che la città fosse ancora traboccante di soldati e cibo al punto da sprecare un maiale nutrito di grano, tolse l'assedio. Vedendo l'esercito di Carlo Magno lasciare la pianura davanti alla città, Dame Carcas, piena di gioia per la bontà del suo stratagemma, decise di far suonare tutte le campane della città. Allora uno degli uomini di Carlo Magno esclamò: "Carcas sonne!", da cui il nome della città.

## Un punto di riferimento turistico

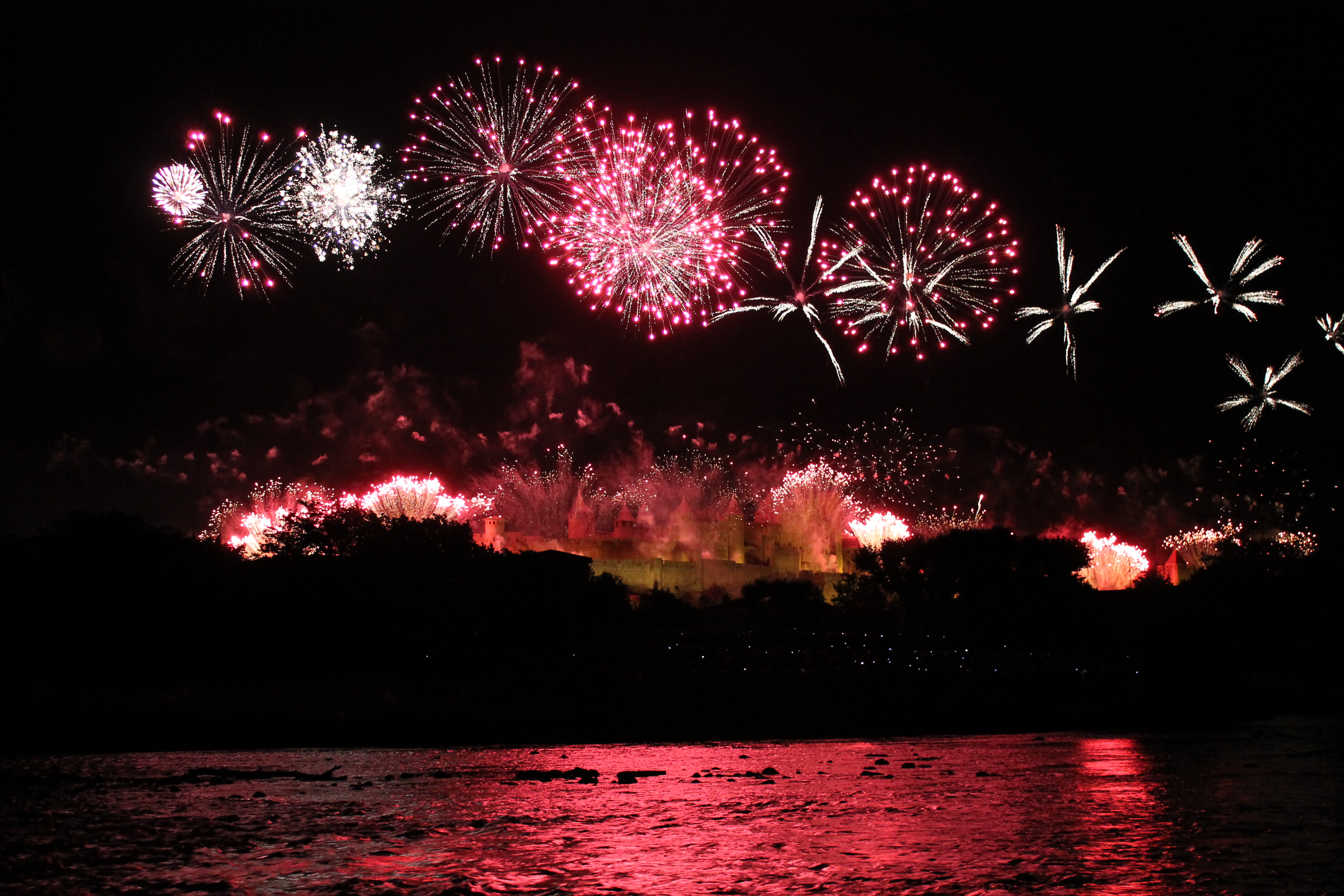
Fuochi artificiali nella città di Carcassonne il 14 luglio

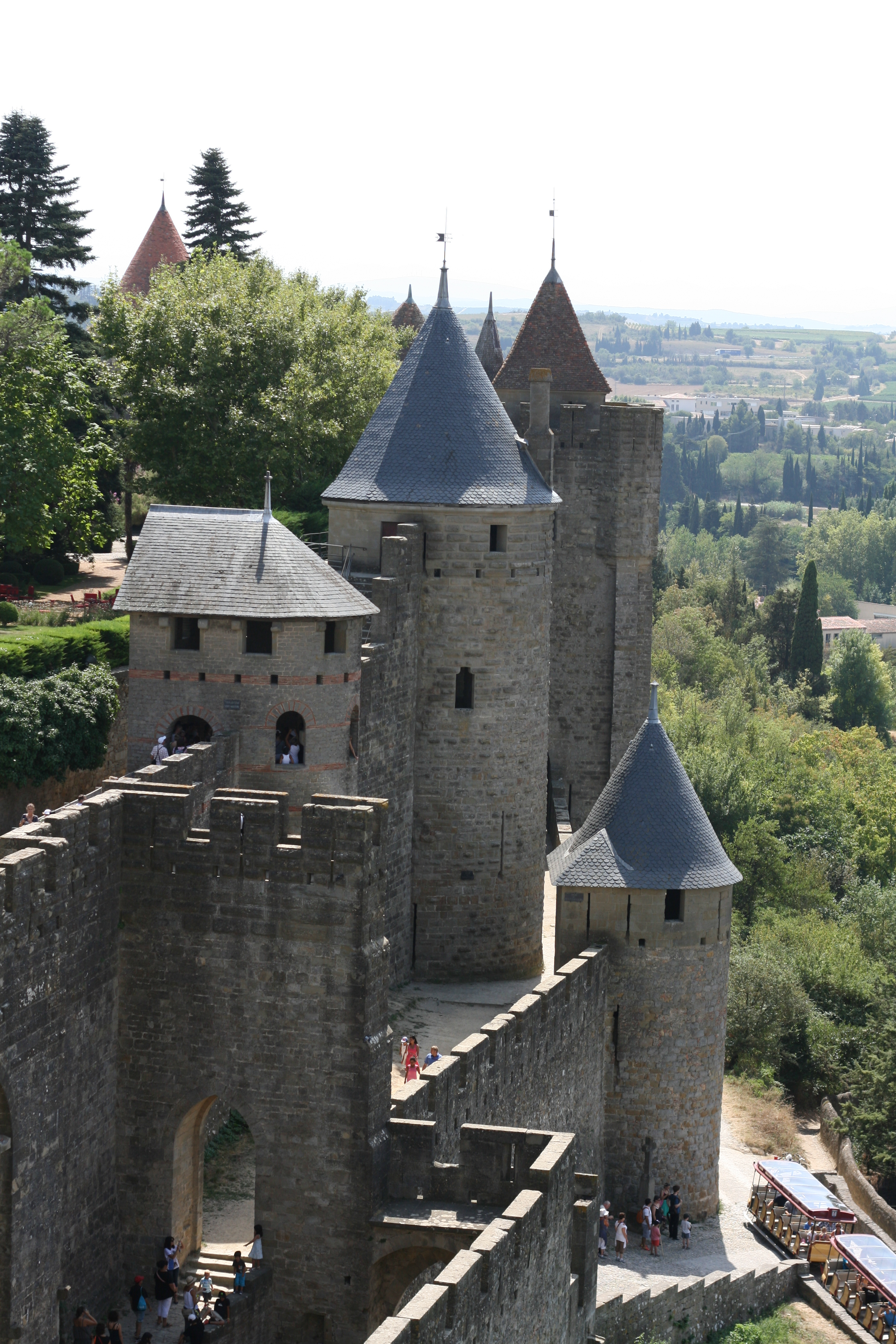
Bastioni della città di Carcassonne

Dal XIX secolo, la città di Carcassonne attira molti studiosi. Così, nel 1905, 8 366 stranieri visitarono la città tra luglio e ottobre. Nel 1913 ne furono registrati 50 000. Nel corso degli anni, la città di Carcassonne è diventata una località turistica molto popolare. Nella città alta vengono allestiti negozi e attività commerciali e vengono pubblicate numerose cartoline.
Questo afflusso turistico è una risorsa economica importante per la città di Carcassonne. Tuttavia, questa frequenza, il cui picco è l'estate, ha anche molti impatti negativi sul paesaggio, le infrastrutture, l'architettura e la vita della città. Per migliorare l'accoglienza dei turisti e preservare l'ambiente e le infrastrutture, la città di Carcassonne e il Ministero dell'ecologia e dello sviluppo sostenibile hanno istituito congiuntamente un programma d'azione chiamato operazione grande sito. Questa operazione ha lo scopo di riabilitare e valorizzare la città e i suoi dintorni.
Oggi la comunità dell'agglomerato di Carcassonne cerca di aumentare il reddito generato dai visitatori. Il problema maggiore è che il grande flusso di turisti limita il suo soggiorno alla visita della città alta, dove trascorre mediamente quattro ore. La città bassa beneficia solo molto poco del fascino della città perché quest'ultima è una meta escursionistica e non un luogo di vacanza. I visitatori preferiscono soggiorni brevi di 1,5 giorni, principalmente in sistemazioni alberghiere e raramente frequentano residenze turistiche e campeggi locali. I visitatori sono divisi tra vacanzieri delle località balneari situate sulla costa, gente del posto che pratica il turismo locale e stranieri che visitano la città come parte di un tour dell'Europa. Tuttavia, in termini di turismo, la città rimane un "prodotto di richiamo" per il resto dell'Aude, il paese cataro e i carcassonnesi. Dal marzo 2008, un vicesindaco è stato incaricato specificamente responsabile per la città alta e il funzionamento del grande sito.
Ogni anno, vengono organizzate varie attività all'interno delle mura della città alta:
- Il Festival de la Cité si svolge ogni estate nel teatro "Jean Deschamps" nel cuore della città e permette di assistere a diversi spettacoli, opere o concerti[127].
- L'incendio della città (fuochi artificiali) si svolge ogni anno il 14 luglio e costituisce uno spettacolo pirotecnico unico che attira quasi 700 000 spettatori[128].
- La maratona della Cité si svolge nel quadro della "Cité de Carcassonne" e dei suoi dintorni all'inizio di ottobre[129].
- Les Médiévales è uno spettacolo di rievocazione medievale che si svolge in agosto e include spettacoli di strada e tornei di cavalieri nelle "lizze".

Solo le visite turistiche al castello comitale e ai bastioni vengono ora conteggiate statisticamente poiché si tratta delle uniche visite a pagamento L'ingresso della città nella lista del patrimonio mondiale ha aumentato il numero di visitatori negli ultimi anni, che è aumentato notevolmente tra il 1990 e il 2000 e quello degli spagnoli è giunto a rappresentare il 34% dei visitatori nell'alta stagione 2006.
Nel 2011, sono stati contati 500 000 ingressi al castello comitale, rendendo la città il quarto o quinto monumento del Centre des monument nationaux più visitato in Francia

## La città di Carcassonne e il cinema
Diversi film sono stati girati a Carcassonne, intorno alla città alta, per via del fatto che offre un'ambientazione cinematografica medievale quasi perfetta. Tra questi: Le Retour du croisé di Louis Feuillade nel 1908, The Wonderful Life of Joan of Arc di Marco de Gastyne nel 1929, The Miracle of the Wolves di Raymond Bernard nel 1924, La Bride des Ténèbres di Serge de Poligny nel 1944, La congiura dei potenti di André Hunebelle nel 1961, Colpo grosso ma non troppo di Gérard Oury nel 1965, Il leone d'inverno di Anthony Harvey nel 1968, La sposa promessa di Franc Roddam nel 1985, Robin Hood - Principe dei ladri di Kevin Reynolds nel 1991, I visitatori di Jean-Marie Poiré nel 1992, Il destino di Youssef Chahine nel 1997 e Labyrinthe nel 2011 tratto dal romanzo di Kate Mosse.
Si noti che I visitatori 2 - Ritorno al passato, non è stato girato a Carcassonne ma al castello di Beynac, e le sequenze mostrano "miscele", realizzate al computer, di pezzi del castello di Beynac con parti del castello di Carcassonne.
Secondo la leggenda, le decorazioni della città, avrebbero ispirato Walt Disney per il suo "Castello della Bella Addormentata".